# 可児市

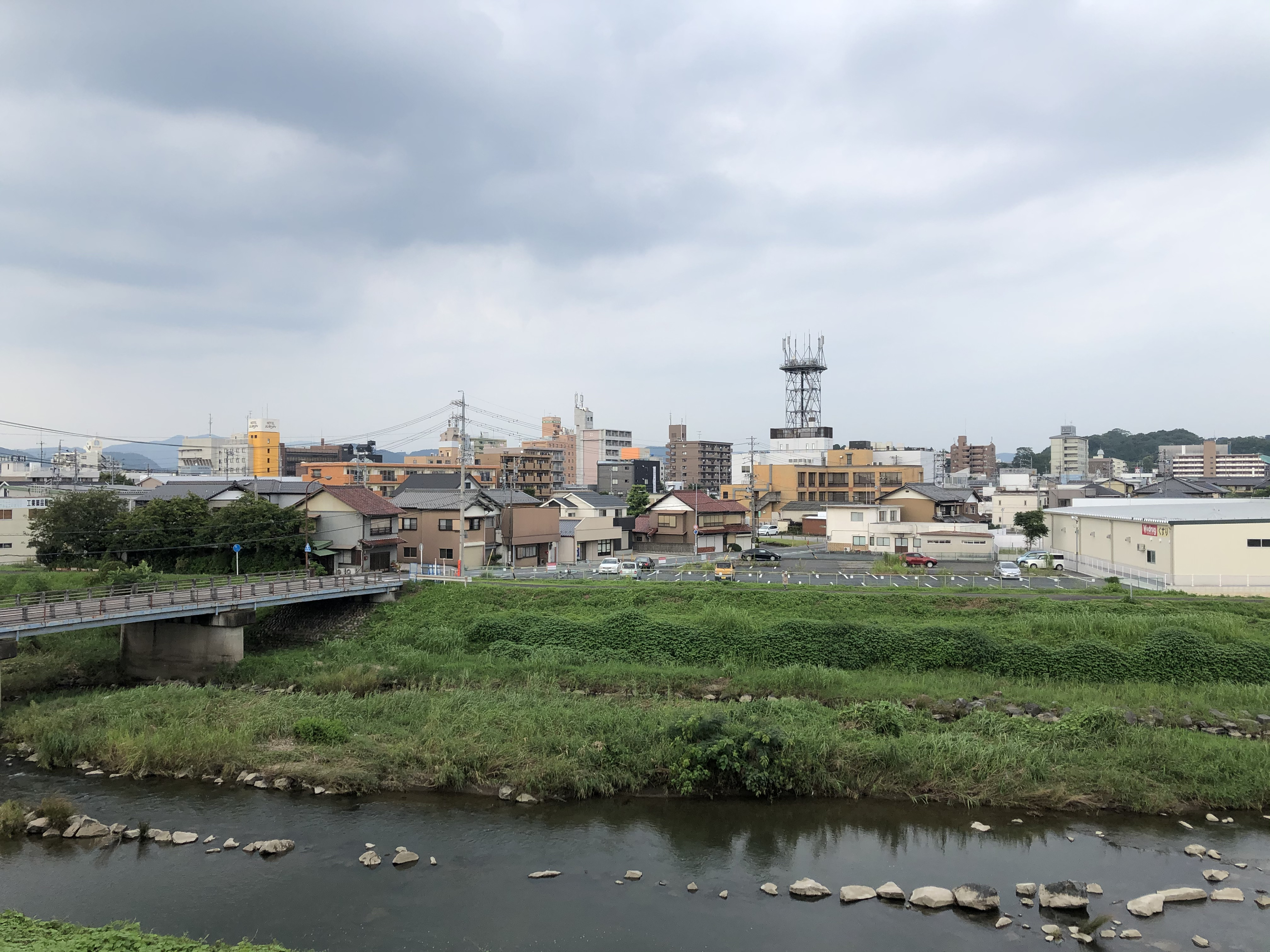
マーノ東棟から望む可児市中心市街地

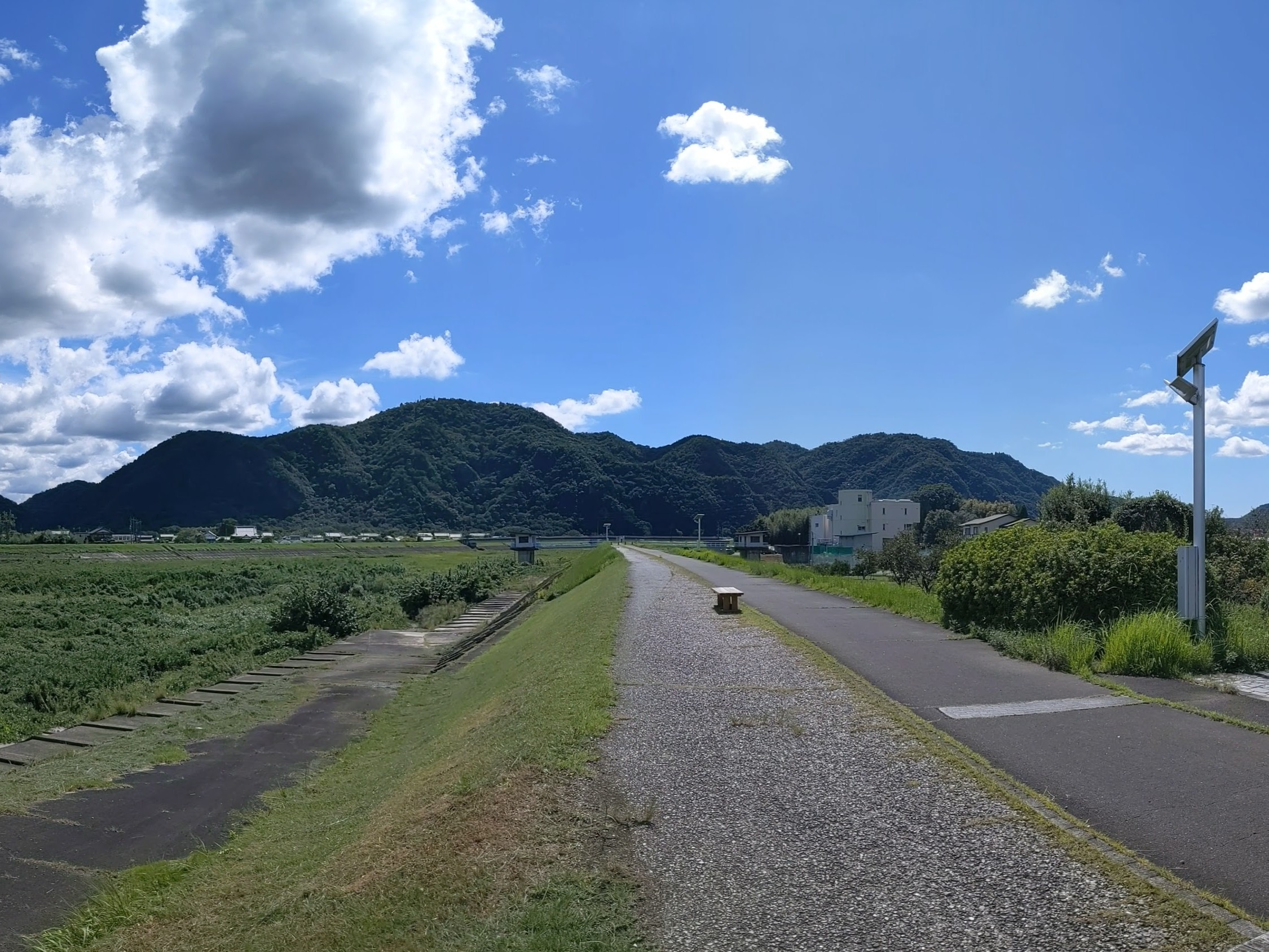
木曽川から鳩吹山を望む

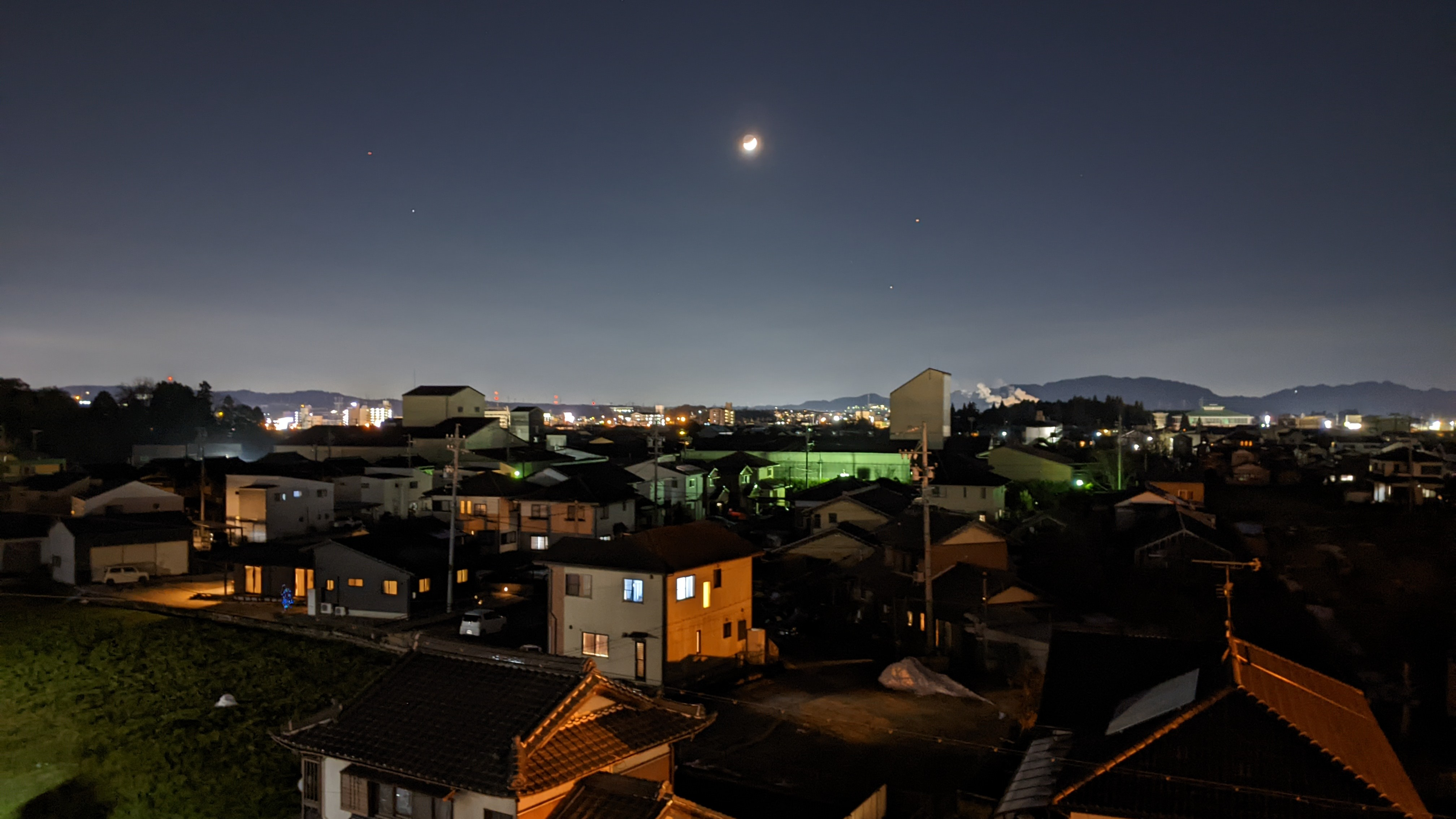
御嵩町から撮影した可児市の夜景

可児市（かにし）は、主に岐阜県中南部の木曽川南岸に位置する市。木曽川を挟んで対岸の美濃加茂市とは関係が深く、名古屋市へのベッドタウンでもある。2005年に兼山町が可児市に編入されたため、北に飛地が存在する。
歴史的には織田信長の家臣であった明智光秀や森成利（蘭丸）の生誕の地で、それら家臣に仕えた可児吉長（才蔵）が槍の名手として活躍したことでも知られる。また、織田信長の生母である土田御前の生誕の地でもある。7世紀初めから美濃焼の作陶が盛んで、荒川豊蔵を筆頭として人間国宝が複数人活動したことでも知られている。また、日本各地から陶芸を学ぶ者が訪れている。花フェスタ'95ぎふの開催をきっかけとして常設の記念公園（花フェスタ記念公園→ぎふワールド・ローズガーデン）が整備され、バラによる国際交流も行われている。

## 概要
自然と歴史と美術に恵まれた街である。
当該地域では、中世までに長塚古墳や次郎兵衛塚一号墳などの古墳の建立、美濃国の成立、織田信長の生母である土田御前の生誕、明智光秀（異説あり）や森成利（蘭丸）の生誕、志野焼の発祥など、日本の歴史に深く関わる重要なできごとが起きた。その歴史の中で多数の村が形成され、農業を中心とした産業が営まれた他、良質な粘土が豊富に存在することから、一部では美濃焼の作陶も行われた。1868年の明治維新以降は国民国家としての体制作りが行われる過程で1879年に複数の村をまとめた可児郡が発足し、明治・大正期は郡役所、旧制中学校、警察署が置かれた御嵩町が可児郡の中心を担った。可児郡では萱場製作所の岐阜南工場の土田村への誘致を契機として工業化が進展した後、昭和戦後期の住宅開発によって人口が急増した。1955年に可児郡の村の一部が合併して前身の可児町となり、1970年代より、愛知県と岐阜県の県境付近の可児町西部や多治見市と接する可児町南東部を中心に、住宅開発が進展したことで、更に大幅な人口増となった。1982年の市制施行で可児市に移行し、平成の大合併時に兼山町を編入したことで、飛地のある市となった。
可児市は一般に中濃地域あるいは東濃地域に区分され、可茂と呼ばれる範囲は可児市と美濃加茂市、可児郡、加茂郡が含まれる。中濃・可茂の枠組みでは歴史的経緯から可児市ではなく隣の美濃加茂市が中心都市となった。近隣都市の中では多治見市に次いで人口が多い。地理的条件から名古屋市のベッドタウンとなっている。開発が進んだ21世紀以降も東部の丘陵地は山林となっており、古くからの自然環境と新興都市としての側面を併せ持った町と言える。伝統工芸として美濃焼が盛んで、市内の至るところに窯が存在している。小中学校にも電気窯が設置されている。トヨタ自動車のお膝元として、自動車部品メーカーの工場が多数存在し、広大な工業団地も存在する。1995年に花フェスタ'95ぎふが行われた際に世界最大級のバラ園が整備され、会期後も花フェスタ記念公園として常設された事で、国際的に花の町としても知られるようになった。花フェスタ記念公園は、花フェスタ'95ぎふ開催から25年以上経過し、国際交流が進んだことから、2021年10月1日にぎふワールド・ローズガーデンに名称を変更した。戦国時代の武将、明智光秀については2020年のNHK大河ドラマ『麒麟がくる』の主人公として取り上げられ、紀行の第1回では可児市が紹介された。

### 呼称とその由来
「可児」の地名や名字はこの土地固有であり、他の地域（特に東海3県以外）では難読で珍しいとされる（「読み方がわからない」と言われたり、「カジ」，「カコ」などと誤読される事も多い）。市を大きく東西にわけて、今渡や広見などの東部を東可児、土田や帷子などの西部を西可児と呼ぶことがある。また、東可児には兼山地区を含めないことが多い。
名称の由来は定かでないが、宮中の掃除を担当していた「掃部(かにもり)」に由来するという説が最も信憑性が高いと日本地名研究所の所長を務めた谷川彰英は指摘している。そのほかに、願興寺に蟹薬師が祀られていることから「蟹」に由来するという説、「カネ（曲）」「カミ（神）」など他の漢字から転じたとの説、古代に地域を開拓した可兒氏に由来するとの説、などがある。
小惑星「可児」（(4265) Kani）は可児市にちなんで命名された。

## 地理

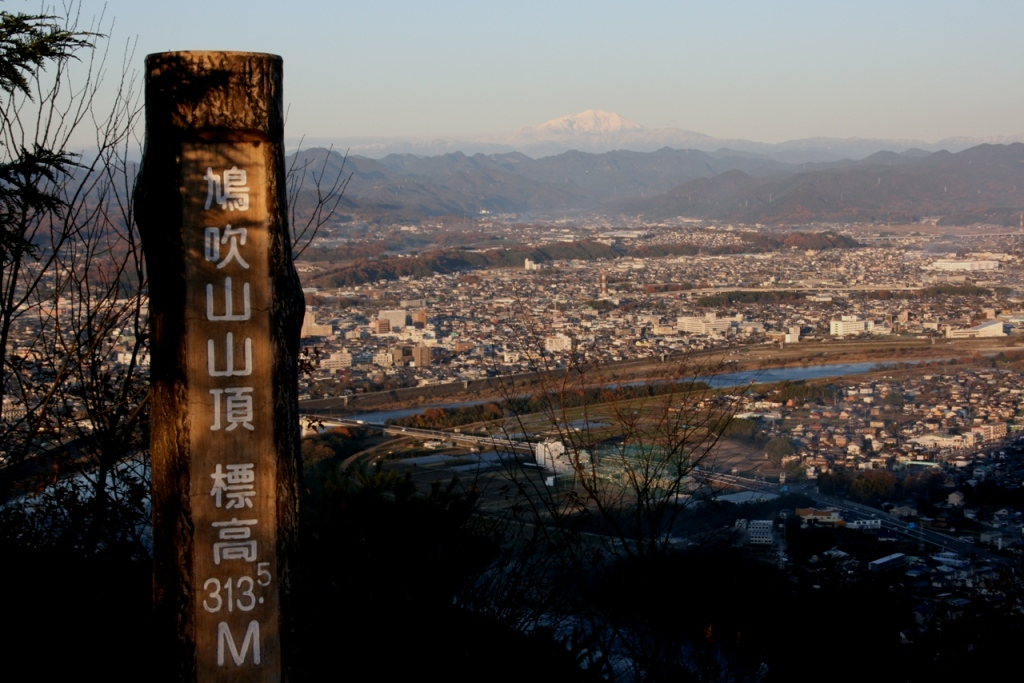
鳩吹山から木曽川を望む。川を挟んで奥は太田盆地（美濃加茂市）。

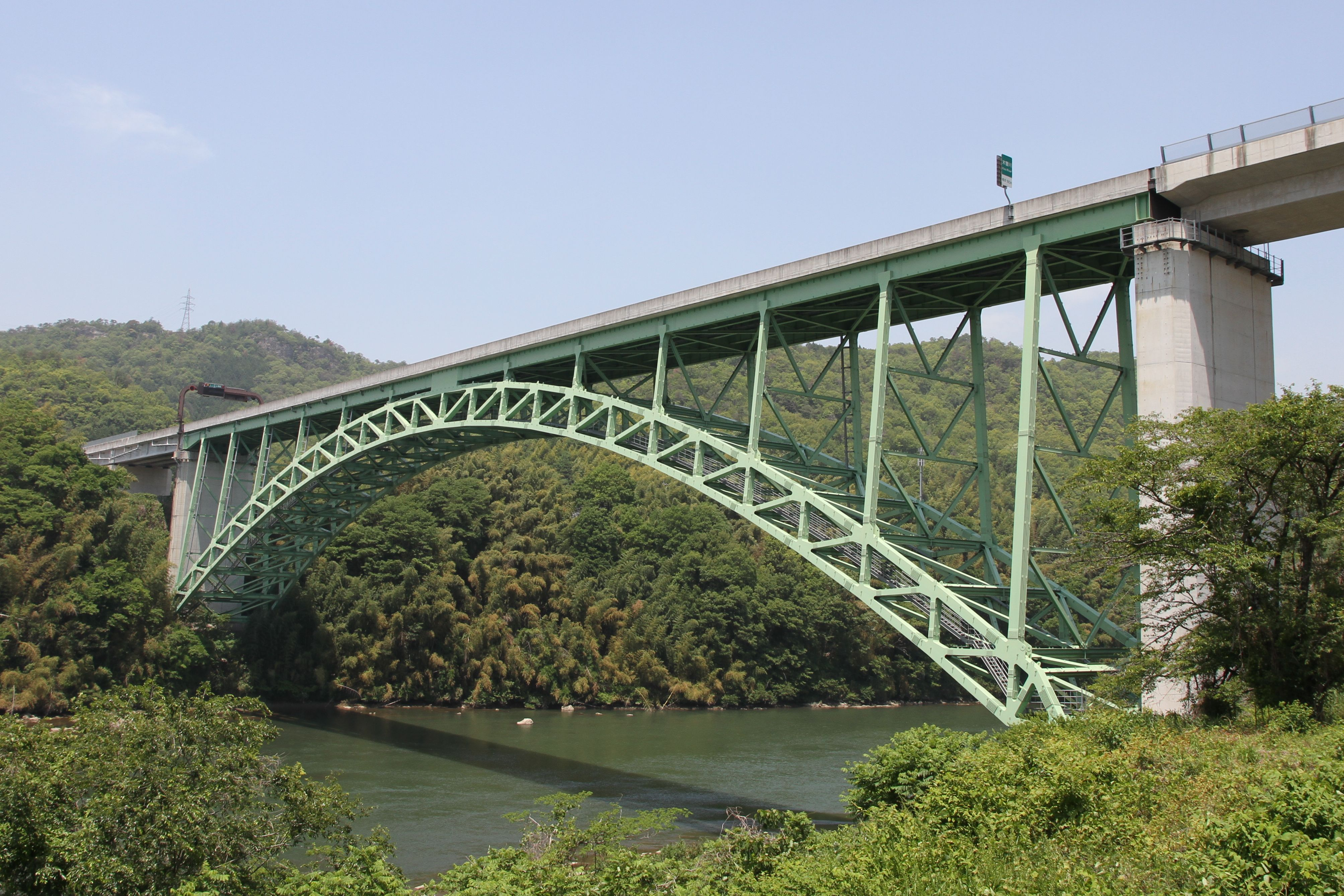
木曽川橋

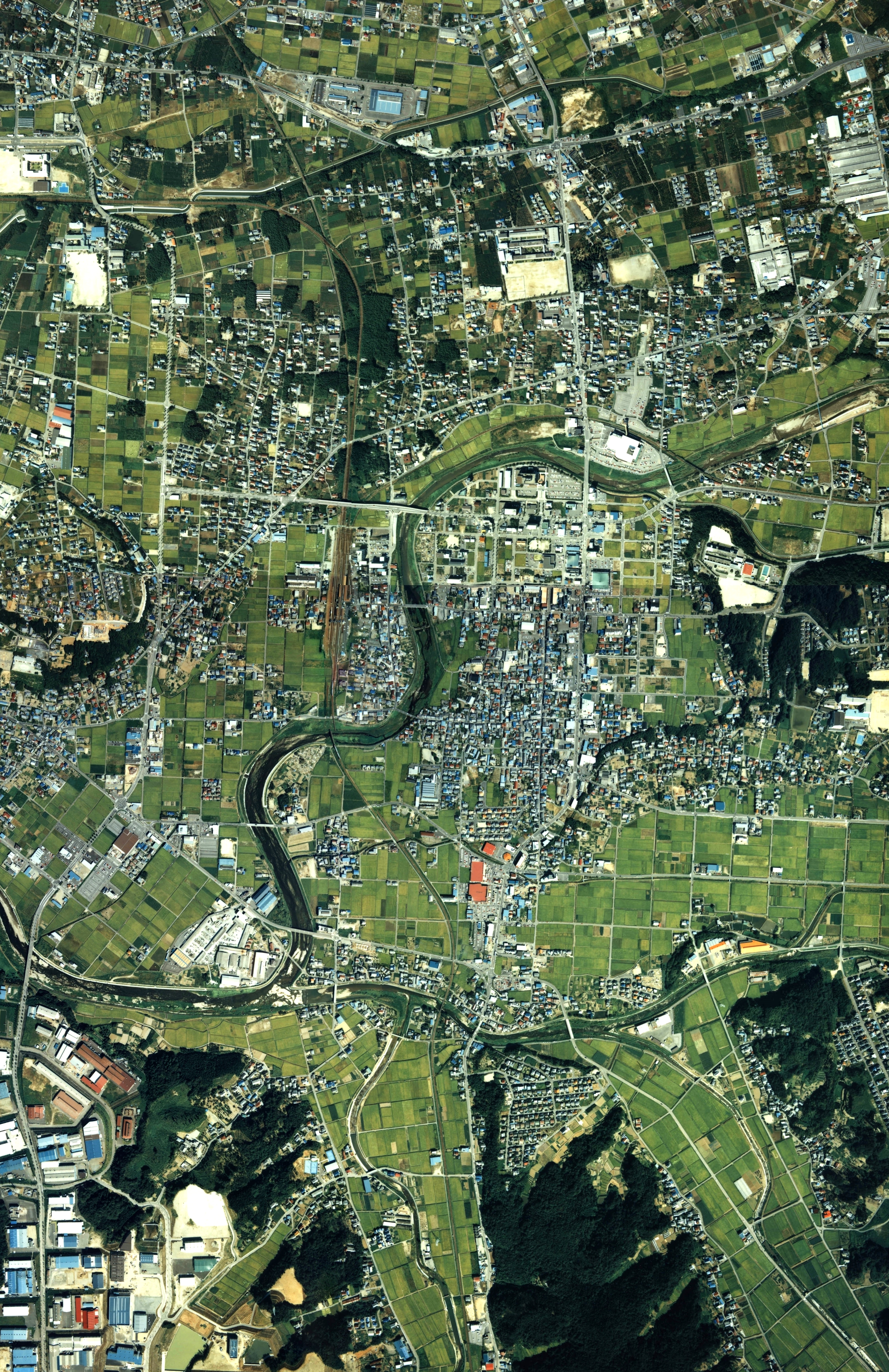
可児市中心部周辺の空中写真。1987年撮影の4枚を合成作成。。

### 地形
可茂盆地と通称される濃尾平野の周辺部に位置する。美濃加茂市とともに、周囲を低山地に囲まれている。
岐阜県の中南部、木曽川南岸に位置し、岐阜市および愛知県名古屋市から約35km程の距離にある。可茂盆地の南部、可児盆地と通称される盆地を市域としており、北部を除く三方を丘陵地が囲む。標高は盆地内でも100mを少し超える。市域の南部が内側に入り込んでいるため、全体として逆凹形となっている。
市の北部は木曽川が流れ、隣の美濃加茂市(可茂盆地の北西部、太田盆地)まで概ね平坦な地形が続く。東部は最高峰である浅間山をはじめ広く丘陵地となっており、多くのゴルフ場を有する（ゴルフ場は市域の1割近くを占める）。また、東部の丘陵地には桜ヶ丘ハイツなどの住宅団地もある。南部は多治見市と愛知県犬山市に隣接し、ニュータウンや工業団地が広がっている。西部の丘陵地は西可児駅を中心としたニュータウンとして開発が進んでおり、市で最も人口が多い地区になっている。北西部には鳩吹山がそびえ、そのふもとでは市を横断する可児川が木曽川と合流する。
平成の大合併の際に可児郡御嵩町および兼山町との3市町合併構想があったが合意に至らず、兼山町のみとの合併となったため、兼山地区（旧兼山町）は御嵩町を挟んだ飛地になっている。

#### 山地
主な山
- 浅間山 (372m)
- 鳩吹山 (313.3m)

#### 河川
主な川
- 木曽川
- 可児川
- 瀬田川
- 久々利川
- 中郷川
- 姫川
- 大森川
- 谷迫間川
- 横市川
- 矢戸川
- 中切川
- 山座川

### 気候
ケッペンの気候区分によれば、温暖湿潤気候（Cfa）である。可児市の気候は比較的温暖であり、夏期に雨が多い表日本式気候であるが、盆地にあることから気温が上がりやすく、若干内陸性気候の様相も帯びる。
低山地に囲まれているため風が穏やかであり、夏は非常に暑くなるが湿度は低めで夜は比較的気温が下がりやすい。冬は寒いが、濃尾平野と比較して伊吹おろしの影響は少ないため、寒さは岐阜市などと比べしのぎやすい。雪は年に数回降るが大雪となることはない。

### 地質
岐阜県の東濃地方を中心に中新世前期から中期に堆積した瑞浪層群と呼ばれる地層が分布しており、可児・美濃加茂地域では下層から蜂屋累層、中村累層、平牧累層の3層に区分される。
この内平牧累層からは哺乳類の化石が多数発掘されており、平牧動物群として知られている。主な化石としてはカニサイ（キロテリウム）、ヒラマキウマ（アンキテリウム）、ゴンフォテリウム科のゾウ、カリコテリウム科（国内初出土）などが含まれる。
また中村累層には多くの褐炭が含まれており、戦前から戦後に掛けて亜炭として盛んに採掘された。

瑞浪層群の地層には加工しやすいサバ石（凝灰質砂岩のこと）と呼ばれるものがあり、昔はそれを加工して土蔵、建物の基礎石、室、かまど（サバクドと呼ばれる）等を作り利用していた。現在はほとんど利用されなくなったが、室などは残されている所もある。

### 人口
| |                                        |  |
| 可児市と全国の年齢別人口分布（2005年） | 可児市の年齢・男女別人口分布（2005年） |  |
| ■紫色 ― 可児市 ■緑色 ― 日本全国 | ■青色 ― 男性 ■赤色 ― 女性              |  |
| 可児市（に相当する地域）の人口の推移 \| 1970年（昭和45年） \| 30,390人 \| \| \| 1975年（昭和50年） \| 38,707人 \| \| \| 1980年（昭和55年） \| 57,290人 \| \| \| 1985年（昭和60年） \| 71,681人 \| \| \| 1990年（平成2年） \| 81,968人 \| \| \| 1995年（平成7年） \| 88,372人 \| \| \| 2000年（平成12年） \| 93,463人 \| \| \| 2005年（平成17年） \| 97,686人 \| \| \| 2010年（平成22年） \| 97,436人 \| \| \| 2015年（平成27年） \| 98,695人 \| \| \| 2020年（令和2年） \| 99,968人 \| \| |                                        |  |
| 総務省統計局 国勢調査より |                                        |  |
| 1970年（昭和45年） | 30,390人                               |  |
| 1975年（昭和50年） | 38,707人                               |  |
| 1980年（昭和55年） | 57,290人                               |  |
| 1985年（昭和60年） | 71,681人                               |  |
| 1990年（平成2年） | 81,968人                               |  |
| 1995年（平成7年） | 88,372人                               |  |
| 2000年（平成12年） | 93,463人                               |  |
| 2005年（平成17年） | 97,686人                               |  |
| 2010年（平成22年） | 97,436人                               |  |
| 2015年（平成27年） | 98,695人                               |  |
| 2020年（令和2年） | 99,968人                               |  |

### 隣接する自治体
岐阜県
- 多治見市
- 美濃加茂市
- 土岐市
- 加茂郡八百津町
- 加茂郡坂祝町
- 可児郡御嵩町

愛知県
- 犬山市

## 歴史

### 古代

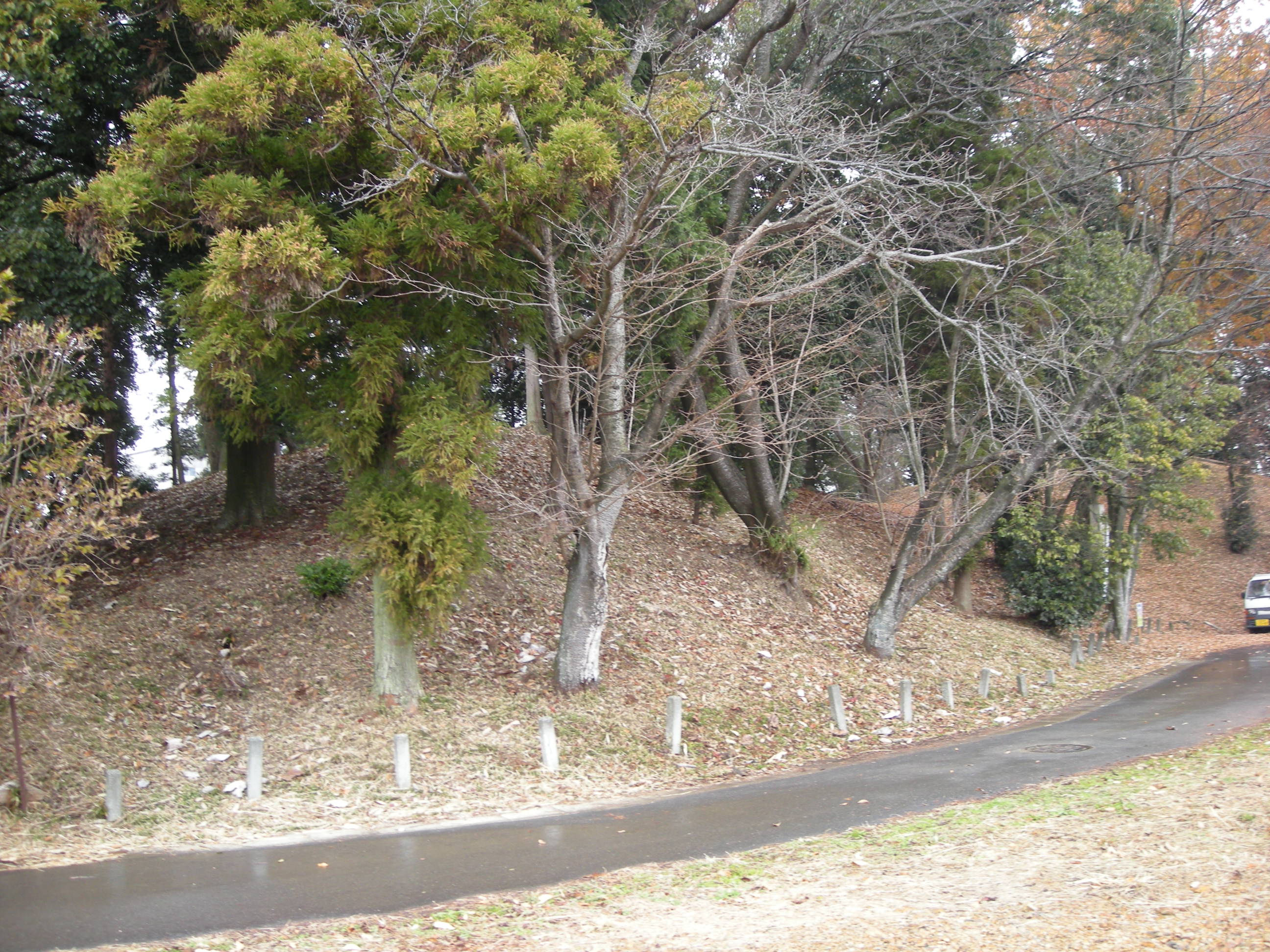
国の史跡である長塚古墳

古く有史以前から集落が存在し、市域には国の史跡に指定されている長塚古墳や県下最大級を誇る次郎兵衛塚一号墳をはじめとした多くの遺跡や古墳が存在する。また弥生時代から近世にまで至る柿田遺跡からは、古墳時代に行われた大規模な河川工事の跡が検出された。
倭王権との関りも古く、日本書紀によれば景行天皇4年に景行天皇が美濃に行幸した際に、現在も久々利地区に史跡が残る泳宮を仮宮としたとされる。その際、崇神天皇の皇子でこの地方を支配していた八坂入彦命の娘八坂入媛命を見初め、后にしたと伝えられる。
律令制下ではこの地域は美濃国に属した。飛鳥池工房遺跡からは飛鳥時代の出土品として『三野国加尓評久々利五十戸』と書かれた木簡が見付かっており、古くからこの名称で呼び習わされていたことが判明している。
7世紀頃にこの地方に須恵器の製法が伝えられると、近隣の多治見市域や土岐市域などと同様に窯業が発達した。これが美濃焼の原型で、経路となっていた東山道の街道を通って日本各地にもたらされた。

### 中世
鎌倉時代に入ると源氏一門の大内惟義が美濃守として就任するが、惟義亡き後の1221年に承久の乱が勃発するとその子惟信は後鳥羽院方に組した。惟信は筑後有長、糟屋久季らと共に2000騎を駆って木曽川北岸に布陣し、幕府方と大井戸渡（現在の土田地区）で戦闘。しかし武田信光ら東山道軍の大軍に破れ、大内氏は滅亡した。その後、美濃は北条氏らの支配下となった。

元弘の乱により鎌倉幕府が滅びると、足利尊氏に従い戦功を挙げた土岐頼貞が美濃国守護となった。以後戦国時代に入るまで土岐氏が代々美濃国守護となり、可児市域も土岐氏の氏族の支配下となった。主なところでは後に明智光秀を出した明智氏を始め、瀬田氏、羽崎氏などが挙げられる。

応仁の乱後には東山道が通う交通の要所であると共に、天然の要害である盆地に位置していることから軍事拠点にもなっていた。烏峰城（後の金山城）や大森城をはじめ多くの城がこの時期に築かれている。またこの頃には東山道の宿場として土田宿が成立しており、木曽川の渡し場が置かれていた。

### 森氏の台頭

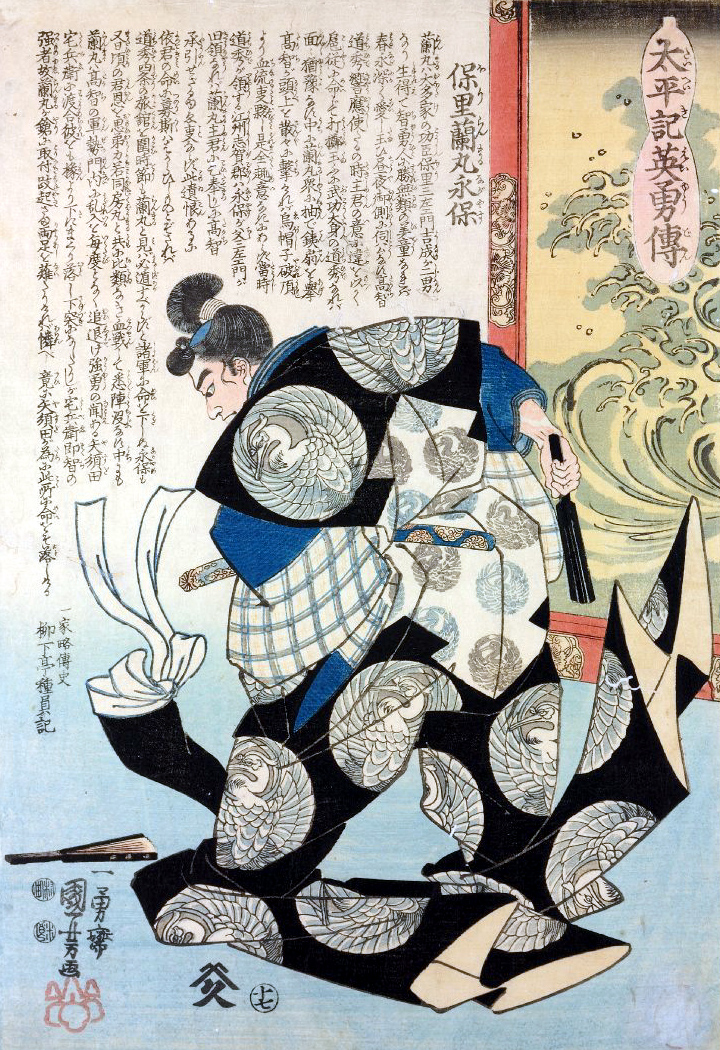
信長の小姓として知られる森成利（森蘭丸）。森氏は金山城を拠点として一帯を支配下に収めた。

森氏は第6代目の氏清が室町時代初期に土岐氏の被官となって以来、代々土岐氏に仕えていた。しかし第15代目の可成の代に土岐氏は斎藤道三に追われて没落したため、以後は織田信長に仕えた。
1565年、美濃を制圧した信長は武功のあった可成に烏峰城を与えた。可成はこの城を拡張して金山城と改名し東濃への拠点としたが、1570年の浅井氏・朝倉氏との戦いの最中に戦死した。家督を次男の長可が継ぎ、成利（蘭丸）ら弟達と共に信長に従戦した。
1582年の本能寺の変により信長と弟達が没したため、長可は領地として与えられていた信濃海津城から退去し金山城に帰還した。しかし苗木城の遠山友忠が美濃の諸将と内応して長可打倒を掲げたため、長可は羽柴秀吉を後ろ盾として対抗した。長可は大森城の奥村元広や久々利城の久々利頼興など敵対した諸将を次々と征伐。翌年には苗木城を攻めて遠山友忠を追放し、可児市域を含む東濃一帯を支配下に収めた。
長可は1584年の小牧・長久手の戦いで戦死し、森氏の家督は末弟の忠政が継いだ。秀吉が没すると忠政は徳川家康に接近し、1600年に家康より信濃国川中島13万7,500石を与えられた。関ヶ原の戦いでは徳川秀忠の軍勢に属して第二次上田合戦に参戦している。戦後、その功績により森氏は美作津山藩に加増転封となった。
安土桃山時代中には久々利地区で志野焼が発祥した。かつて志野焼は瀬戸が産地であるとされていたが、1930年に荒川豊蔵が久々利大萱牟田洞の古窯跡で志野焼の陶片を発掘し、この地で生産されていたことを実証した。

### 近世
関ヶ原の戦い後、市域は尾張藩領と幕府領（天領）、千村氏をはじめとする尾張藩に属する久々利九人衆の領地が混在するようになった。また金山城近辺には武蔵松山藩より松平忠頼が転封されて金山藩が成立した。しかし翌1601年、松平忠頼はさらに遠江浜松藩に加増転封となり、金山藩は成立後わずか1年足らずで廃藩となっている。
その後の1604年、小早川秀秋の家老であった平岡頼勝が家康に登用されて市域内に1万石が与えられ、徳野藩が成立した。頼勝は美濃郡代となり、陣屋として徳野陣屋を築いた。しかし、子の第2代藩主・平岡頼資の晩年から家督争いが発生し、後継の指名がないまま1653年に頼資は世を去った。死後、幕命によって徳野藩は改易・廃藩となった。
江戸時代の特記すべき事項として、塩村（現在の塩地区）におけるキリシタン弾圧が挙げられる。幕府は島原の乱以後キリシタンの取り締まりを強化していたが、1661年、塩村にキリシタンが多数存在することが発覚した。そのことを知った領主の林権左衛門は尾張藩主・徳川光友に捕縛を依頼し、信者24名が捕えられた。これを端緒に尾張藩の各地でキリシタンが露見し、1,000人以上の大検挙へと繋がった（濃尾崩れ）。塩村ではこの後の1697年にも30余名が検挙されている。
また、土田では幕末期の1819年よりビードロの製造が行われた。これは長崎でビードロの製法を学んだ石塚岩三郎が故郷の下総への帰途の途中、土田の娘と結ばれたことが縁となってこの地で製造を始めたことに由来する。石塚岩三郎が営んだビードロ屋は現在の石塚硝子であり、東海地方におけるガラス製造の発祥となった。

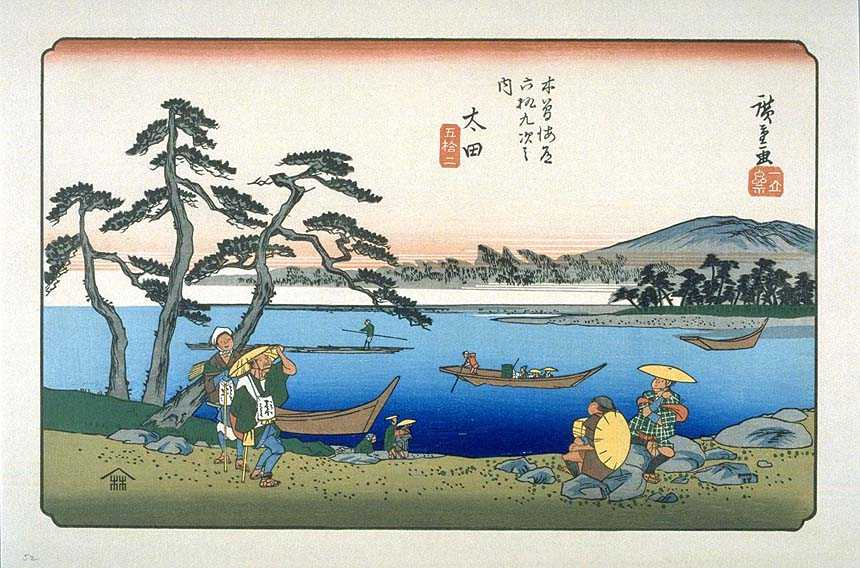
『木曾海道六拾九次之内 太田』（歌川広重）には、当時の太田の渡しの様子が描かれている。

この時代には東山道が中山道として整備され、当初は土田宿もその宿場に指定された。しかし木曽川の流れが変化したため渡し場は上流に移動し、太田の渡し（現在の今渡地区）が整備されて使われるようになった。それに対応して対岸に太田宿が新設されたことで土田宿は重要性を失い、1694年に伏見宿と代替する形で廃宿になった。ただ完全に機能が失われたわけではなく、その後も名古屋城下から太田の渡しまでを繋ぐ上街道の一宿場として細々と存続したようである。
一方で太田の渡しには多治見街道や土岐街道も接続し、年貢米や美濃焼などを運ぶ人々が多く往来した。この時代の運送は水運が大きな役割を担っており、上流の兼山湊と共に栄えていた。流れが速い太田の渡しは中山道の難所とされ、馬子唄に『木曾のかけはし、太田の渡し、碓氷峠がなくばよい』と唄われた。

### 近代
明治維新後の廃藩置県により市域は岐阜県に含まれ、1889年の町村制施行時に市域には1町7村が発足した。
1900年に中央西線の名古屋～多治見間が開通すると、物流は木曽川の水運から鉄道を利用した陸運に変化していった。それを受けて、明治末期より平井信四郎らが中心となって多治見から広見を経由して御嵩に至る鉄道路線の建設が計画された。鉄道は大正年間に完成し当初東濃鉄道によって運営されたが、後に一部は国有化された。昭和期に入ると広見駅が移転されると共に路線が拡大され、現在の太多線・名鉄広見線の路線とほぼ同一となった。

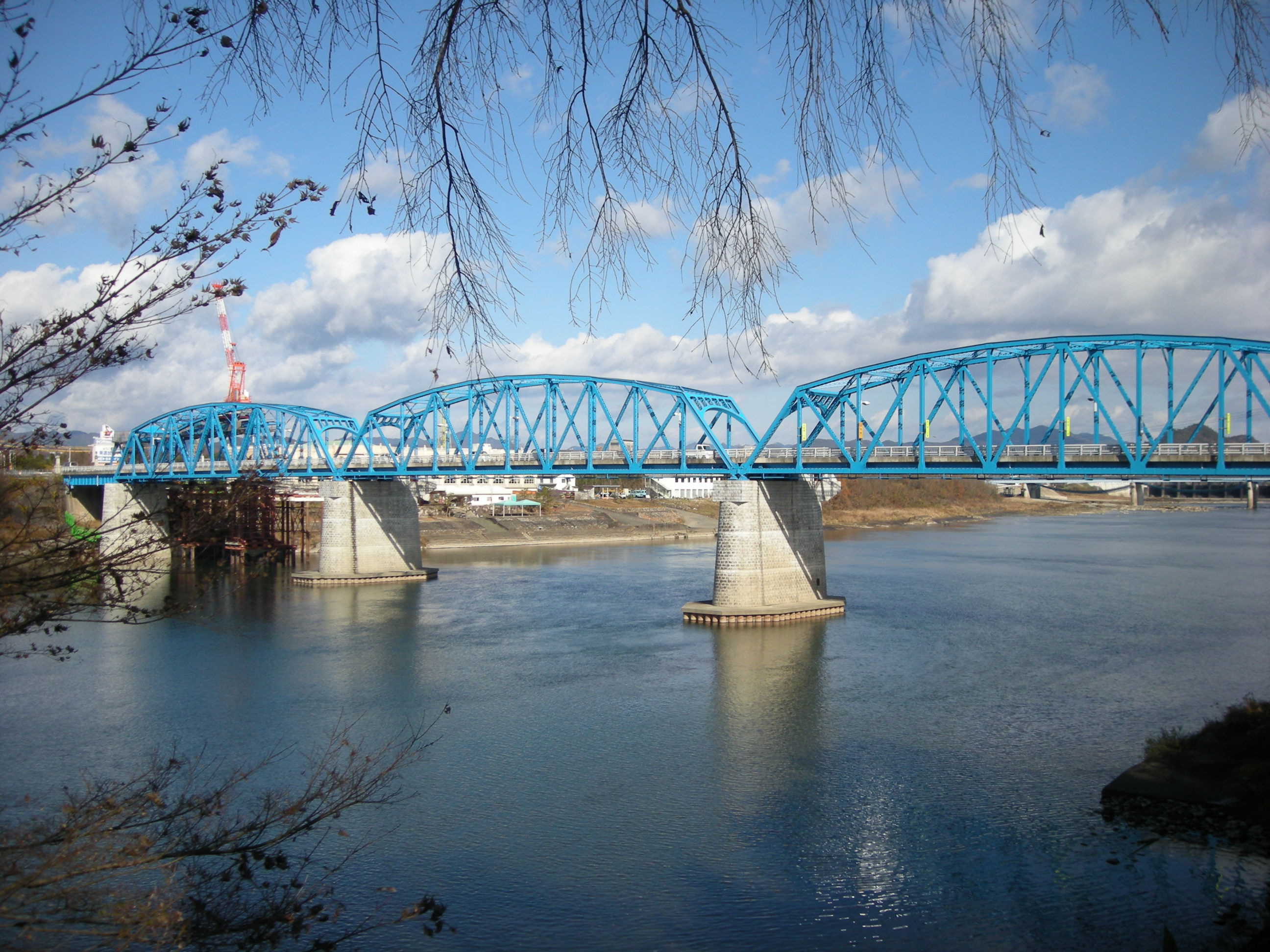
太田の渡し跡付近より太田橋を望む。中央左手の橋の陰に日本ライン下りの乗船場が見える。

1927年に太田橋が完成したことで長年利用された太田の渡しは役目を終え、代わって木曽川には1939年に今渡ダムが建設された。運輸の中心が陸運に移行したことで木曽川は日本ラインと呼ばれる観光地としての性質を強めた。
太平洋戦争が勃発すると、隣町の御嵩町を中心地として瀬田地区・柿田地区などで亜炭の採掘が活発になり、鉄道や街道を通って運ばれた。また軍需工場として土田村に萱場製作所（現カヤバ岐阜南工場）が誘致され、1943年より生産が始まった。当時萱場製作所は軍用機の油圧脚の約80%を生産しており、市域では初めての本格的な機械工場であった。その他戦争末期には市域西部の丘陵地にて三菱の地下軍需工場の建設が始まったが、これは完成を見ることなく終戦を迎えた。
燃料調達が容易であり街道・鉄道といった運送網が存在したことから、この地域は日本軍の生産拠点として位置付けられていた。しかしそのためにしばしば空襲の標的にもなり、各務原空襲の際にも攻撃を受けている。

### 現代

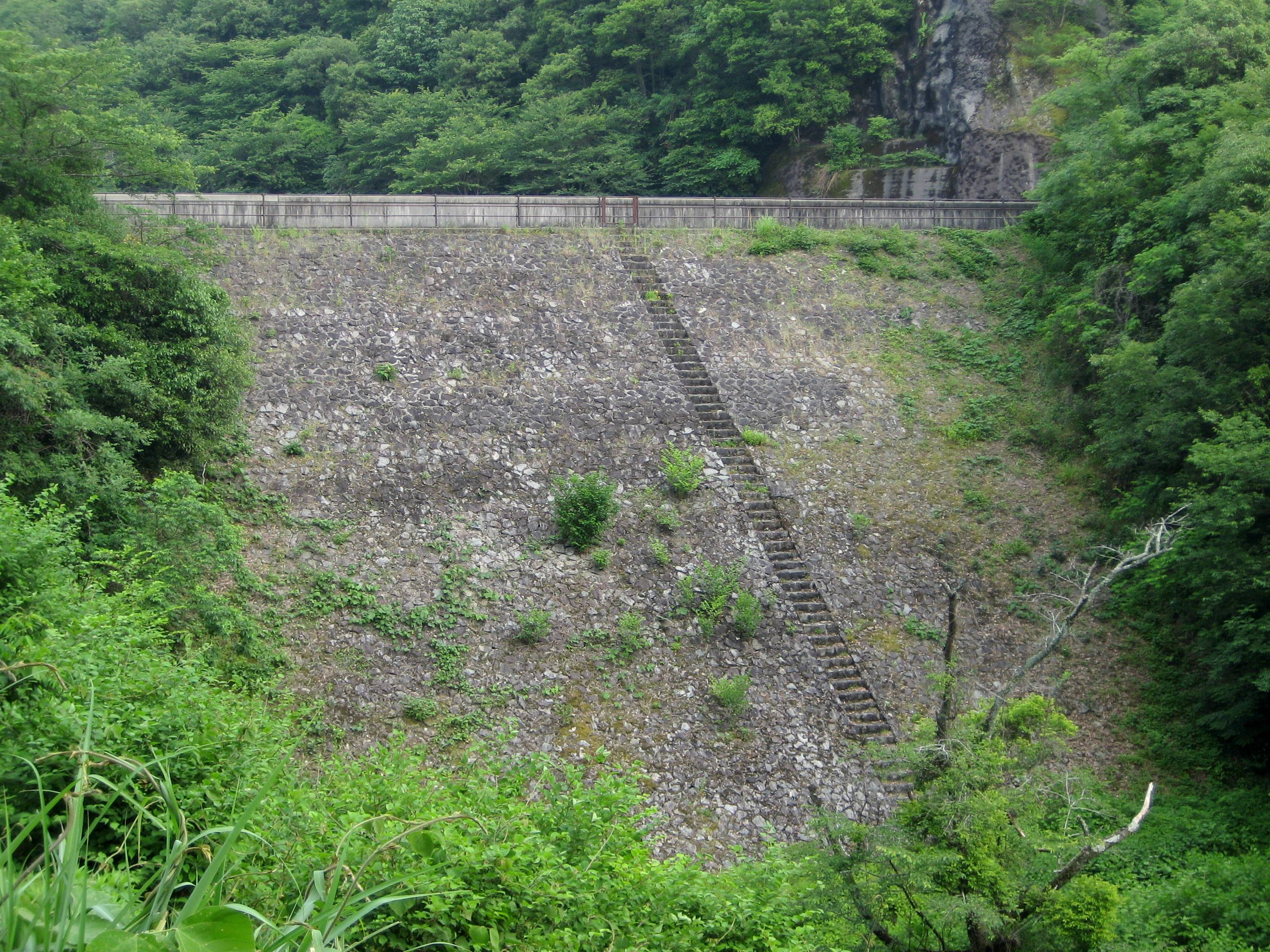
1952年に日本初のロックフィルダムとして完成した小渕ダム

終戦後の物資の不足により、亜炭の採掘は衰えるどころか逆にますます盛んになった。1952年には小渕ダムが完成し、日本で最初に完成したロックフィルダムになった。
1955年、昭和の大合併の中で今渡町、広見町、土田村、久々利村、平牧村、春里村、帷子村が合併し可児町が誕生した。後に御嵩町および姫治村のそれぞれ一部を合併し、現在の兼山を除く市域が定まった。
高度経済成長以降、石油が燃料の中心となっていったことで亜炭採掘は急速に衰退していった。一方で戦前からの萱場工業を中心とした製造業は発展し、1957年には名古屋パルプ（現大王製紙）、1974年には可児工業団地と相次いで大型の工場・工場用地が完成している。
また丘陵地を開拓しニュータウンを造成したことで、可児は名古屋に程近いベッドタウンとして注目されるようになった。1970年代以降西部・南部を中心に人口が爆発的に増加し、1970年には3万人に満たなかった人口は10年後には5万人を突破した。人口の急増を受けて1982年に可児町は市制を施行し、全国で650番目・県で14番目の市として可児市が誕生した。
以後も可児市の人口は鈍化はしたものの増え続け、可茂の拠点都市として発展した。1989年には県で推し進める「花の都ぎふ」運動の中心拠点として県営可児公園（現在の花フェスタ記念公園）敷設予定地に花トピア（岐阜県花き総合指導センター）がオープン。後に県営可児公園は花フェスタ'95ぎふおよび花フェスタ2005ぎふの開催地となり、大勢の人出で賑わった。2005年に兼山町を合併したことで10万人を突破したと市は公称している。中でも近年は製造業への就労を目的としたブラジルやフィリピンなどの外国籍住民が増加しており、文化の違いにより発生するさまざまな問題に対処する必要に迫られるようになった。多国籍住民と交流を深めるため、様々な国際交流イベントが開催されている。（関連項目外国人集住都市会議）
21世紀を目前にして、中心市街地近郊の広見，下恵土，坂戸の水田と森林が次々と商業地域に置き換えられた。その結果として可児市の日常生活は激変した。1970年代までは個人商店かスーパーマーケットしか存在しなかったが、1981年に可児市最初のショッピングセンターとしてショップランド可児（ユニー可児店）が開業し、続いて1985年に長崎屋日本ライン可児店が開業した。その後、1997年に開業した可児ショッピングプラザパティオを皮切りとして、広大な屋外駐車場と立体駐車場を併設する大型ショッピングセンターが複数建設された。利便性の高い商業施設が揃った2000年代以降はディスカウントストアの開業が顕著になり、中心市街地では老朽化した建物の建て替えが進んだ。

### 年表
- 縄文時代中期以降 - 主に木曽川沿岸に集落が出来始める
- 74年（景行天皇4年） - 景行天皇が行幸に訪れ、泳宮（くぐりのみや）に滞在。この地で八坂入媛命を見初め后にする
- 古墳時代 - 長塚古墳や次郎兵衛塚古墳など各地に古墳が築かれる
- 7世紀 - 律令制下で美濃国に属し、東山道の街道の経路となる
- 1221年（承久3年） - 承久の乱が勃発。大井戸渡で合戦が行われ、大内惟信ら幕府方が敗れる
- 14世紀 - 土岐氏が美濃国守護となり、明智氏などの氏族が各地に勢力を拡大する
- 1537年（天文6年） - 斎藤正義が烏峰城を築城
- 1565年（永禄8年） - 森可成、烏峰城を拡張し金山城と改名
- 1582年（天正9年） - 森長可が周辺諸将の征伐を開始。翌年までに一帯を支配下とする
- 1600年（慶長5年） - 森忠政、徳川家康より川中島を与えられて移封となる。関ヶ原の戦い後、代わって金山藩が成立
- 1601年（慶長6年） - 金山藩主松平忠頼が浜松藩に転封となり、廃藩となる
- 1604年（慶長9年） - 平岡頼勝が美濃郡代として登用され、徳野藩が成立
- 1653年（承応2年） - 徳野藩主平岡頼資が死去。家督争いが発生していたため相続が認められず廃藩となる
- 1661年（寛文元年） - 塩村でキリシタン24名が捕えられ、濃尾崩れの端緒となる
- 1694年（元禄7年） - 土田宿に替わって伏見宿が中山道の宿場となる
- 1819年（文政2年） - 石塚岩三郎が土田でビードロの製造を始める
- 1871年 - 廃藩置県により岐阜県に所属
- 1889年 - 町村制が施行され、市域に可児郡兼山町、今渡村、広見村、土田村、久々利村、平牧村、春里村、帷子村の1町7村が発足
- 1891年 - 濃尾地震が発生し被害を受ける
- 1911年 - 平井信四郎らが中心となって可児川電気株式会社を設立。翌年より電気の供給を始める
- 1918年 - 東濃鉄道（現・JR太多線）の運営で新多治見（現・多治見駅） - 広見（現・JR可児駅）間が開通
- 1920年 - 東濃鉄道広見 - 御嵩間が開通
- 1925年 - 名古屋鉄道が今渡線（現・広見線）として犬山口（のち起点が犬山駅に変更） - 今渡間を開業
- 1926年 - 新多治見 - 広見間が国有化され太多線（現JR）となる。広見 - 御嵩間は東美鉄道に譲渡される
- 1927年 - 太田橋が完成
- 1929年 - 名古屋鉄道が今渡 - 広見（現・新可児駅）間を開業。今渡線を広見線と改称
- 1930年 - 東美鉄道伏見口（現・明智） - 八百津間が開通（後の名鉄八百津線）
- 1931年 - 木曽川の可児から犬山までの約12kmの区間が国の名勝に指定される（日本ライン参照）[12][13]。
- 1939年 - 今渡ダムが完成
- 1943年 - 萱場製作所が生産を開始。名古屋鉄道が東美鉄道を合併し、広見（現・新可児） - 御嵩間は広見線に編入
- 1944年 - 三菱航空機地下工場の建設が開始（未完成）
- 1945年 - 空襲の標的となり、広見・塩河・下恵土・土田などで攻撃を受ける
- 1951年 - 小渕ダム（日本初のロックフィル式ダム）が完成
- 1955年 - 可児郡今渡町、広見町、土田村、久々利村、平牧村、春里村、帷子村が合併し可児町が発足（2月1日）。御嵩町の一部を分町編入（4月1日）
- 1959年 - 伊勢湾台風が発生。災害救助法の適用を受け仮設住宅が建設される
- 1960年 - 姫治村の一部を分村合併（4月1日）
- 1961年 - 愛知用水が完成
- 1974年 - 可児工業団地造成完成
- 1980年 - 昭和55年国勢調査で人口増加率が日本一となる[12]。
- 1982年 - 市制施行し可児市となる（岐阜県で14番目、全国で650番目の市）[12]。
- 1992年 - ケーブルテレビ可児が開局
- 1995年 - 県営可児公園で花フェスタ'95ぎふを開催
- 2001年 - 名鉄八百津線明智 - 八百津間が廃止
- 2002年 - 可児市文化創造センター (ala) が開館
- 2003年 - 7月20日の市議選で、全国5例目となる電子投票を実施した。しかし投票機器にトラブルが発生。2005年7月8日、電子投票としては日本で初めての最高裁による選挙無効判決が確定する。同年8月21日、再選挙が実施された
- 2005年 - 兼山町を合併し人口が10万人を突破（市の発表による）[12]。花フェスタ記念公園で花フェスタ2005ぎふを開催。東海環状自動車道可児御嵩インターチェンジ利用開始。
- 2006年 - 可児市エコドームが完成
- 2007年 - 可児市だれもが輝く男女協働参画社会づくり条例の施行。
- 2008年 - 多文化共生センターフレビアが開館。
- 2009年 - 可児市景観計画の策定。可児市景観条例の施行。
- 2010年 - 7.15集中豪雨災害（可児川の氾濫をはじめ市内各地で水害や土砂災害が発生）。可児市久々利を拠点に活動する陶芸家 加藤幸造が人間国宝に認定。道の駅「可児ッテ」がオープン。可児市史全6巻完結。
- 2011年 - 東日本大震災被災地を支援。初の水防訓練を実施。
- 2012年 - 可児市子どものいじめの防止に関する条例施行。市制施行30周年。豊蔵資料館（人間国宝の陶芸家、故荒川豊蔵の作品などを展示）を可児市へ寄付。市民参加初の水防訓練を実施。ぎふ清流国体ゴルフ競技が可児市で開催。
- 2013年 - 可児市文化創造センターが文化庁の特別支援事業の対象となる。牟田洞古窯跡（可児市久々利）発掘調査の開始。荒川豊蔵資料館が再オープン。美濃金山城跡が国史跡に指定。
- 2014年 - 可児市地域支え愛づくり事業（地域通貨「Kマネー」事業）の開始。KYBスタジアムがオープン。
- 2015年 - 花フェスタ2015ぎふ開催。
- 2017年 - 荒川豊蔵作陶の地(居宅等)を一般公開。
- 2020年 - 1月1日 再び人口10万人突破（100,062人）

### 変遷表
| 明治元年        | 明治7年 9月                      | 明治8年 1月                 | 明治12年 2月18日 郡区町村 編制法施行 | 明治15年9月2日                     | 明治22年 7月1日 町村制施行 | 明治32年 7月19日                    | 大正13年 1月1日                    | 昭和24年 4月1日                    | 昭和30年 2月1日               | 昭和30年 4月1日                                                  | 昭和35年 4月1日                                   | 昭和57年 4月1日 市制        | 平成17年 5月1日              | 現在          |
| --------------- | -------------------------------- | --------------------------- | ------------------------------------ | ---------------------------------- | -------------------------- | ----------------------------------- | ---------------------------------- | ---------------------------------- | ----------------------------- | ---------------------------------------------------------------- | ------------------------------------------------- | --------------------------- | ---------------------------- | ------------- |
| 可児郡 大藪村   | 可児郡 大藪村                    | 可児郡 大藪村               | 可児郡 大藪村                        | 可児郡 大藪村                      | 可児郡 姫治村              | 可児郡 姫治村                       | 可児郡 姫治村                      | 可児郡 姫治村                      | 可児郡 姫治村                 | 可児郡 姫治村                                                    | 昭和35年 4月1日 多治見市 に編入                   | 多治見市                    | 多治見市                     | 多治見市      |
| 可児郡 大針村   | 可児郡 大針村                    | 可児郡 大針村               | 可児郡 大針村                        | 可児郡 大針村                      | 可児郡 姫治村              | 可児郡 姫治村                       | 可児郡 姫治村                      | 可児郡 姫治村                      | 可児郡 姫治村                 | 可児郡 姫治村                                                    | 昭和35年 4月1日 多治見市 に編入                   | 多治見市                    | 多治見市                     | 多治見市      |
| 可児郡 小木村   | 明治7年 9月 改称 可児郡 北小木村 | 可児郡 北小木村             | 可児郡 北小木村                      | 可児郡 北小木村                    | 可児郡 姫治村              | 可児郡 姫治村                       | 可児郡 姫治村                      | 可児郡 姫治村                      | 可児郡 姫治村                 | 可児郡 姫治村                                                    | 昭和35年 4月1日 多治見市 に編入                   | 多治見市                    | 多治見市                     | 多治見市      |
| 可児郡 下切村   | 可児郡 下切村                    | 可児郡 下切村               | 可児郡 下切村                        | 可児郡 下切村                      | 可児郡 姫治村              | 可児郡 姫治村                       | 可児郡 姫治村                      | 可児郡 姫治村                      | 可児郡 姫治村                 | 可児郡 姫治村                                                    | 昭和35年 4月1日 下切の南部が 多治見市 に編入      | 多治見市                    | 多治見市                     | 多治見市      |
| 可児郡 下切村   | 可児郡 下切村                    | 可児郡 下切村               | 可児郡 下切村                        | 可児郡 下切村                      | 可児郡 姫治村              | 可児郡 姫治村                       | 可児郡 姫治村                      | 可児郡 姫治村                      | 可児郡 姫治村                 | 可児郡 姫治村                                                    | 昭和35年 4月1日 下切の北部が 可児郡 可児町 に編入 | 昭和57年 4月1日 市制 可児市 | 可児市                       | 可児市        |
| 可児郡 今村     | 可児郡 今村                      | 可児郡 今村                 | 可児郡 今村                          | 可児郡 今村                        | 可児郡 姫治村              | 可児郡 姫治村                       | 可児郡 姫治村                      | 可児郡 姫治村                      | 可児郡 姫治村                 | 可児郡 姫治村                                                    | 昭和35年 4月1日 可児郡 可児町                     | 昭和57年 4月1日 市制 可児市 | 可児市                       | 可児市        |
| 可児郡 谷迫間村 | 可児郡 谷迫間村                  | 可児郡 谷迫間村             | 可児郡 谷迫間村                      | 可児郡 谷迫間村                    | 可児郡 姫治村              | 可児郡 姫治村                       | 可児郡 姫治村                      | 可児郡 姫治村                      | 可児郡 姫治村                 | 可児郡 姫治村                                                    | 昭和35年 4月1日 可児郡 可児町                     | 昭和57年 4月1日 市制 可児市 | 可児市                       | 可児市        |
| 可児郡 野市場村 | 明治7年 9月 可児郡 今渡村        | 可児郡 今渡村               | 可児郡 今渡村                        | 可児郡 今渡村                      | 可児郡 今渡村              | 明治32年 7月19日 町制 可児郡 今渡町 | 可児郡 今渡町                      | 可児郡 今渡町                      | 昭和30年 2月1日 可児郡 可児町 | 可児郡 可児町                                                    | 昭和35年 4月1日 可児郡 可児町                     | 昭和57年 4月1日 市制 可児市 | 可児市                       | 可児市        |
| 可児郡 金屋村   | 明治7年 9月 可児郡 今渡村        | 可児郡 今渡村               | 可児郡 今渡村                        | 可児郡 今渡村                      | 可児郡 今渡村              | 明治32年 7月19日 町制 可児郡 今渡町 | 可児郡 今渡町                      | 可児郡 今渡町                      | 昭和30年 2月1日 可児郡 可児町 | 可児郡 可児町                                                    | 昭和35年 4月1日 可児郡 可児町                     | 昭和57年 4月1日 市制 可児市 | 可児市                       | 可児市        |
| 可児郡 川合村   | 明治7年 9月 可児郡 今渡村        | 可児郡 今渡村               | 可児郡 今渡村                        | 可児郡 今渡村                      | 可児郡 今渡村              | 明治32年 7月19日 町制 可児郡 今渡町 | 可児郡 今渡町                      | 可児郡 今渡町                      | 昭和30年 2月1日 可児郡 可児町 | 可児郡 可児町                                                    | 昭和35年 4月1日 可児郡 可児町                     | 昭和57年 4月1日 市制 可児市 | 可児市                       | 可児市        |
| 可児郡 宮瀬村   | 明治7年 9月 可児郡 下恵土村      | 可児郡 下恵土村             | 可児郡 今渡村                        | 可児郡 今渡村                      | 可児郡 今渡村              | 明治32年 7月19日 町制 可児郡 今渡町 | 可児郡 今渡町                      | 可児郡 今渡町                      | 昭和30年 2月1日 可児郡 可児町 | 可児郡 可児町                                                    | 昭和35年 4月1日 可児郡 可児町                     | 昭和57年 4月1日 市制 可児市 | 可児市                       | 可児市        |
| 可児郡 古市場村 | 明治7年 9月 可児郡 下恵土村      | 可児郡 下恵土村             | 可児郡 今渡村                        | 可児郡 今渡村                      | 可児郡 今渡村              | 明治32年 7月19日 町制 可児郡 今渡町 | 可児郡 今渡町                      | 可児郡 今渡町                      | 昭和30年 2月1日 可児郡 可児町 | 可児郡 可児町                                                    | 昭和35年 4月1日 可児郡 可児町                     | 昭和57年 4月1日 市制 可児市 | 可児市                       | 可児市        |
| 可児郡 沓井村   | 明治7年 9月 可児郡 下恵土村      | 可児郡 下恵土村             | 可児郡 今渡村                        | 可児郡 今渡村                      | 可児郡 今渡村              | 明治32年 7月19日 町制 可児郡 今渡町 | 可児郡 今渡町                      | 可児郡 今渡町                      | 昭和30年 2月1日 可児郡 可児町 | 可児郡 可児町                                                    | 昭和35年 4月1日 可児郡 可児町                     | 昭和57年 4月1日 市制 可児市 | 可児市                       | 可児市        |
| 可児郡 上屋敷村 | 明治7年 9月 可児郡 下恵土村      | 可児郡 下恵土村             | 可児郡 今渡村                        | 可児郡 今渡村                      | 可児郡 今渡村              | 明治32年 7月19日 町制 可児郡 今渡町 | 可児郡 今渡町                      | 可児郡 今渡町                      | 昭和30年 2月1日 可児郡 可児町 | 可児郡 可児町                                                    | 昭和35年 4月1日 可児郡 可児町                     | 昭和57年 4月1日 市制 可児市 | 可児市                       | 可児市        |
| 可児郡 船岡村   | 明治7年 9月 可児郡 下恵土村      | 可児郡 下恵土村             | 可児郡 今渡村                        | 可児郡 今渡村                      | 可児郡 今渡村              | 明治32年 7月19日 町制 可児郡 今渡町 | 可児郡 今渡町                      | 可児郡 今渡町                      | 昭和30年 2月1日 可児郡 可児町 | 可児郡 可児町                                                    | 昭和35年 4月1日 可児郡 可児町                     | 昭和57年 4月1日 市制 可児市 | 可児市                       | 可児市        |
| 可児郡 沢渡村   | 明治7年 9月 可児郡 下恵土村      | 可児郡 下恵土村             | 可児郡 今渡村                        | 可児郡 今渡村                      | 可児郡 今渡村              | 明治32年 7月19日 町制 可児郡 今渡町 | 可児郡 今渡町                      | 可児郡 今渡町                      | 昭和30年 2月1日 可児郡 可児町 | 可児郡 可児町                                                    | 昭和35年 4月1日 可児郡 可児町                     | 昭和57年 4月1日 市制 可児市 | 可児市                       | 可児市        |
| 可児郡 徳野村   | 明治7年 9月 可児郡 下恵土村      | 可児郡 下恵土村             | 可児郡 今渡村                        | 可児郡 今渡村                      | 可児郡 今渡村              | 明治32年 7月19日 町制 可児郡 今渡町 | 可児郡 今渡町                      | 可児郡 今渡町                      | 昭和30年 2月1日 可児郡 可児町 | 可児郡 可児町                                                    | 昭和35年 4月1日 可児郡 可児町                     | 昭和57年 4月1日 市制 可児市 | 可児市                       | 可児市        |
| 可児郡 瀬田村   | 可児郡 瀬田村                    | 可児郡 瀬田村               | 可児郡 瀬田村                        | 可児郡 瀬田村                      | 可児郡 広見村              | 可児郡 広見村                       | 大正13年 1月1日 町制 可児郡 広見町 | 可児郡 広見町                      | 昭和30年 2月1日 可児郡 可児町 | 可児郡 可児町                                                    | 昭和35年 4月1日 可児郡 可児町                     | 昭和57年 4月1日 市制 可児市 | 可児市                       | 可児市        |
| 可児郡 石井村   | 可児郡 石井村                    | 可児郡 石井村               | 可児郡 石井村                        | 可児郡 石井村                      | 可児郡 広見村              | 可児郡 広見村                       | 大正13年 1月1日 町制 可児郡 広見町 | 可児郡 広見町                      | 昭和30年 2月1日 可児郡 可児町 | 可児郡 可児町                                                    | 昭和35年 4月1日 可児郡 可児町                     | 昭和57年 4月1日 市制 可児市 | 可児市                       | 可児市        |
| 可児郡 石森村   | 可児郡 石森村                    | 可児郡 石森村               | 可児郡 石森村                        | 可児郡 石森村                      | 可児郡 広見村              | 可児郡 広見村                       | 大正13年 1月1日 町制 可児郡 広見町 | 可児郡 広見町                      | 昭和30年 2月1日 可児郡 可児町 | 可児郡 可児町                                                    | 昭和35年 4月1日 可児郡 可児町                     | 昭和57年 4月1日 市制 可児市 | 可児市                       | 可児市        |
| 可児郡 平貝戸村 | 可児郡 平貝戸村                  | 可児郡 平貝戸村             | 可児郡 平貝戸村                      | 可児郡 平貝戸村                    | 可児郡 広見村              | 可児郡 広見村                       | 大正13年 1月1日 町制 可児郡 広見町 | 可児郡 広見町                      | 昭和30年 2月1日 可児郡 可児町 | 可児郡 可児町                                                    | 昭和35年 4月1日 可児郡 可児町                     | 昭和57年 4月1日 市制 可児市 | 可児市                       | 可児市        |
| 可児郡 淵之上村 | 可児郡 淵之上村                  | 可児郡 淵之上村             | 可児郡 淵之上村                      | 可児郡 淵之上村                    | 可児郡 広見村              | 可児郡 広見村                       | 大正13年 1月1日 町制 可児郡 広見町 | 可児郡 広見町                      | 昭和30年 2月1日 可児郡 可児町 | 可児郡 可児町                                                    | 昭和35年 4月1日 可児郡 可児町                     | 昭和57年 4月1日 市制 可児市 | 可児市                       | 可児市        |
| 可児郡 柿田村   | 可児郡 柿田村                    | 明治8年 1月 可児郡 柿田村   | 可児郡 柿田村                        | 可児郡 柿田村                      | 可児郡 広見村              | 可児郡 広見村                       | 大正13年 1月1日 町制 可児郡 広見町 | 可児郡 広見町                      | 昭和30年 2月1日 可児郡 可児町 | 可児郡 可児町                                                    | 昭和35年 4月1日 可児郡 可児町                     | 昭和57年 4月1日 市制 可児市 | 可児市                       | 可児市        |
| 可児郡 東柿田村 | 可児郡 東柿田村                  | 明治8年 1月 可児郡 柿田村   | 可児郡 柿田村                        | 可児郡 柿田村                      | 可児郡 広見村              | 可児郡 広見村                       | 大正13年 1月1日 町制 可児郡 広見町 | 可児郡 広見町                      | 昭和30年 2月1日 可児郡 可児町 | 可児郡 可児町                                                    | 昭和35年 4月1日 可児郡 可児町                     | 昭和57年 4月1日 市制 可児市 | 可児市                       | 可児市        |
| 可児郡 村木村   | 明治7年 9月 可児郡 伊香村        | 可児郡 伊香村               | 可児郡 伊香村                        | 可児郡 伊香村                      | 可児郡 広見村              | 可児郡 広見村                       | 大正13年 1月1日 町制 可児郡 広見町 | 可児郡 広見町                      | 昭和30年 2月1日 可児郡 可児町 | 可児郡 可児町                                                    | 昭和35年 4月1日 可児郡 可児町                     | 昭和57年 4月1日 市制 可児市 | 可児市                       | 可児市        |
| 可児郡 乗里村   | 明治7年 9月 可児郡 伊香村        | 可児郡 伊香村               | 可児郡 伊香村                        | 可児郡 伊香村                      | 可児郡 広見村              | 可児郡 広見村                       | 大正13年 1月1日 町制 可児郡 広見町 | 可児郡 広見町                      | 昭和30年 2月1日 可児郡 可児町 | 可児郡 可児町                                                    | 昭和35年 4月1日 可児郡 可児町                     | 昭和57年 4月1日 市制 可児市 | 可児市                       | 可児市        |
| 可児郡 田尻村   | 明治7年 9月 可児郡 伊香村        | 可児郡 伊香村               | 可児郡 伊香村                        | 可児郡 伊香村                      | 可児郡 広見村              | 可児郡 広見村                       | 大正13年 1月1日 町制 可児郡 広見町 | 可児郡 広見町                      | 昭和30年 2月1日 可児郡 可児町 | 可児郡 可児町                                                    | 昭和35年 4月1日 可児郡 可児町                     | 昭和57年 4月1日 市制 可児市 | 可児市                       | 可児市        |
| 可児郡 下田尻村 | 明治7年 9月 可児郡 伊香村        | 可児郡 伊香村               | 可児郡 伊香村                        | 可児郡 伊香村                      | 可児郡 広見村              | 可児郡 広見村                       | 大正13年 1月1日 町制 可児郡 広見町 | 可児郡 広見町                      | 昭和30年 2月1日 可児郡 可児町 | 可児郡 可児町                                                    | 昭和35年 4月1日 可児郡 可児町                     | 昭和57年 4月1日 市制 可児市 | 可児市                       | 可児市        |
| 可児郡 伊川村   | 明治7年 9月 可児郡 伊香村        | 可児郡 伊香村               | 可児郡 伊香村                        | 可児郡 伊香村                      | 可児郡 広見村              | 可児郡 広見村                       | 大正13年 1月1日 町制 可児郡 広見町 | 可児郡 広見町                      | 昭和30年 2月1日 可児郡 可児町 | 可児郡 可児町                                                    | 昭和35年 4月1日 可児郡 可児町                     | 昭和57年 4月1日 市制 可児市 | 可児市                       | 可児市        |
| 可児郡 山岸村   | 明治7年 9月 可児郡 伊香村        | 可児郡 伊香村               | 可児郡 伊香村                        | 可児郡 伊香村                      | 可児郡 広見村              | 可児郡 広見村                       | 大正13年 1月1日 町制 可児郡 広見町 | 可児郡 広見町                      | 昭和30年 2月1日 可児郡 可児町 | 可児郡 可児町                                                    | 昭和35年 4月1日 可児郡 可児町                     | 昭和57年 4月1日 市制 可児市 | 可児市                       | 可児市        |
| 可児郡 小作村   | 明治7年 9月 可児郡 伊香村        | 可児郡 伊香村               | 可児郡 伊香村                        | 可児郡 伊香村                      | 可児郡 広見村              | 可児郡 広見村                       | 大正13年 1月1日 町制 可児郡 広見町 | 可児郡 広見町                      | 昭和30年 2月1日 可児郡 可児町 | 可児郡 可児町                                                    | 昭和35年 4月1日 可児郡 可児町                     | 昭和57年 4月1日 市制 可児市 | 可児市                       | 可児市        |
| 可児郡 丸山村   | 可児郡 丸山村                    | 明治8年 1月 可児郡 久々利村 | 可児郡 久々利村                      | 可児郡 久々利村                    | 可児郡 久々利村            | 可児郡 久々利村                     | 可児郡 久々利村                    | 可児郡 久々利村                    | 昭和30年 2月1日 可児郡 可児町 | 可児郡 可児町                                                    | 昭和35年 4月1日 可児郡 可児町                     | 昭和57年 4月1日 市制 可児市 | 可児市                       | 可児市        |
| 可児郡 佐渡村   | 可児郡 佐渡村                    | 明治8年 1月 可児郡 久々利村 | 可児郡 久々利村                      | 可児郡 久々利村                    | 可児郡 久々利村            | 可児郡 久々利村                     | 可児郡 久々利村                    | 可児郡 久々利村                    | 昭和30年 2月1日 可児郡 可児町 | 可児郡 可児町                                                    | 昭和35年 4月1日 可児郡 可児町                     | 昭和57年 4月1日 市制 可児市 | 可児市                       | 可児市        |
| 可児郡 酒井村   | 可児郡 酒井村                    | 明治8年 1月 可児郡 久々利村 | 可児郡 久々利村                      | 可児郡 久々利村                    | 可児郡 久々利村            | 可児郡 久々利村                     | 可児郡 久々利村                    | 可児郡 久々利村                    | 昭和30年 2月1日 可児郡 可児町 | 可児郡 可児町                                                    | 昭和35年 4月1日 可児郡 可児町                     | 昭和57年 4月1日 市制 可児市 | 可児市                       | 可児市        |
| 可児郡 原見村   | 可児郡 原見村                    | 明治8年 1月 可児郡 久々利村 | 可児郡 久々利村                      | 可児郡 久々利村                    | 可児郡 久々利村            | 可児郡 久々利村                     | 可児郡 久々利村                    | 可児郡 久々利村                    | 昭和30年 2月1日 可児郡 可児町 | 可児郡 可児町                                                    | 昭和35年 4月1日 可児郡 可児町                     | 昭和57年 4月1日 市制 可児市 | 可児市                       | 可児市        |
| 可児郡 平芝村   | 可児郡 平芝村                    | 明治8年 1月 可児郡 久々利村 | 可児郡 久々利村                      | 可児郡 久々利村                    | 可児郡 久々利村            | 可児郡 久々利村                     | 可児郡 久々利村                    | 可児郡 久々利村                    | 昭和30年 2月1日 可児郡 可児町 | 可児郡 可児町                                                    | 昭和35年 4月1日 可児郡 可児町                     | 昭和57年 4月1日 市制 可児市 | 可児市                       | 可児市        |
| 可児郡 我田村   | 可児郡 我田村                    | 明治8年 1月 可児郡 久々利村 | 可児郡 久々利村                      | 可児郡 久々利村                    | 可児郡 久々利村            | 可児郡 久々利村                     | 可児郡 久々利村                    | 可児郡 久々利村                    | 昭和30年 2月1日 可児郡 可児町 | 可児郡 可児町                                                    | 昭和35年 4月1日 可児郡 可児町                     | 昭和57年 4月1日 市制 可児市 | 可児市                       | 可児市        |
| 可児郡 久々利村 | 可児郡 久々利村                  | 明治8年 1月 可児郡 久々利村 | 可児郡 久々利村                      | 可児郡 久々利村                    | 可児郡 久々利村            | 可児郡 久々利村                     | 可児郡 久々利村                    | 可児郡 久々利村                    | 昭和30年 2月1日 可児郡 可児町 | 可児郡 可児町                                                    | 昭和35年 4月1日 可児郡 可児町                     | 昭和57年 4月1日 市制 可児市 | 可児市                       | 可児市        |
| 可児郡 柿下村   | 可児郡 柿下村                    | 可児郡 柿下村               | 可児郡 柿下村                        | 可児郡 柿下村                      | 可児郡 久々利村            | 可児郡 久々利村                     | 可児郡 久々利村                    | 可児郡 久々利村                    | 昭和30年 2月1日 可児郡 可児町 | 可児郡 可児町                                                    | 昭和35年 4月1日 可児郡 可児町                     | 昭和57年 4月1日 市制 可児市 | 可児市                       | 可児市        |
| 可児郡 土田村   | 可児郡 土田村                    | 可児郡 土田村               | 可児郡 土田村                        | 可児郡 土田村                      | 可児郡 土田村              | 可児郡 土田村                       | 可児郡 土田村                      | 可児郡 土田村                      | 昭和30年 2月1日 可児郡 可児町 | 可児郡 可児町                                                    | 昭和35年 4月1日 可児郡 可児町                     | 昭和57年 4月1日 市制 可児市 | 可児市                       | 可児市        |
| 可児郡 羽崎村   | 可児郡 羽崎村                    | 可児郡 羽崎村               | 可児郡 羽崎村                        | 可児郡 羽崎村                      | 可児郡 平牧村              | 可児郡 平牧村                       | 可児郡 平牧村                      | 可児郡 平牧村                      | 昭和30年 2月1日 可児郡 可児町 | 可児郡 可児町                                                    | 昭和35年 4月1日 可児郡 可児町                     | 昭和57年 4月1日 市制 可児市 | 可児市                       | 可児市        |
| 可児郡 二野村   | 可児郡 二野村                    | 可児郡 羽崎村               | 可児郡 羽崎村                        | 明治15年 9月2日 分立 可児郡 二野村 | 可児郡 平牧村              | 可児郡 平牧村                       | 可児郡 平牧村                      | 可児郡 平牧村                      | 昭和30年 2月1日 可児郡 可児町 | 可児郡 可児町                                                    | 昭和35年 4月1日 可児郡 可児町                     | 昭和57年 4月1日 市制 可児市 | 可児市                       | 可児市        |
| 可児郡 大森村   | 可児郡 大森村                    | 可児郡 大森村               | 可児郡 大森村                        | 可児郡 大森村                      | 可児郡 平牧村              | 可児郡 平牧村                       | 可児郡 平牧村                      | 可児郡 平牧村                      | 昭和30年 2月1日 可児郡 可児町 | 可児郡 可児町                                                    | 昭和35年 4月1日 可児郡 可児町                     | 昭和57年 4月1日 市制 可児市 | 可児市                       | 可児市        |
| 可児郡 矢戸村   | 可児郡 矢戸村                    | 可児郡 矢戸村               | 可児郡 春里村                        | 可児郡 春里村                      | 可児郡 春里村              | 可児郡 春里村                       | 可児郡 春里村                      | 可児郡 春里村                      | 昭和30年 2月1日 可児郡 可児町 | 可児郡 可児町                                                    | 昭和35年 4月1日 可児郡 可児町                     | 昭和57年 4月1日 市制 可児市 | 可児市                       | 可児市        |
| 可児郡 塩村     | 可児郡 塩村                      | 可児郡 塩村                 | 可児郡 春里村                        | 可児郡 春里村                      | 可児郡 春里村              | 可児郡 春里村                       | 可児郡 春里村                      | 可児郡 春里村                      | 昭和30年 2月1日 可児郡 可児町 | 可児郡 可児町                                                    | 昭和35年 4月1日 可児郡 可児町                     | 昭和57年 4月1日 市制 可児市 | 可児市                       | 可児市        |
| 可児郡 坂戸村   | 可児郡 坂戸村                    | 可児郡 坂戸村               | 可児郡 春里村                        | 可児郡 春里村                      | 可児郡 春里村              | 可児郡 春里村                       | 可児郡 春里村                      | 可児郡 春里村                      | 昭和30年 2月1日 可児郡 可児町 | 可児郡 可児町                                                    | 昭和35年 4月1日 可児郡 可児町                     | 昭和57年 4月1日 市制 可児市 | 可児市                       | 可児市        |
| 可児郡 塩河村   | 可児郡 塩河村                    | 可児郡 塩河村               | 可児郡 春里村                        | 可児郡 春里村                      | 可児郡 春里村              | 可児郡 春里村                       | 可児郡 春里村                      | 可児郡 春里村                      | 昭和30年 2月1日 可児郡 可児町 | 可児郡 可児町                                                    | 昭和35年 4月1日 可児郡 可児町                     | 昭和57年 4月1日 市制 可児市 | 可児市                       | 可児市        |
| 可児郡 室原村   | 可児郡 室原村                    | 可児郡 室原村               | 可児郡 春里村                        | 可児郡 春里村                      | 可児郡 春里村              | 可児郡 春里村                       | 可児郡 春里村                      | 可児郡 春里村                      | 昭和30年 2月1日 可児郡 可児町 | 可児郡 可児町                                                    | 昭和35年 4月1日 可児郡 可児町                     | 昭和57年 4月1日 市制 可児市 | 可児市                       | 可児市        |
| 可児郡 長洞村   | 可児郡 長洞村                    | 可児郡 長洞村               | 可児郡 春里村                        | 可児郡 春里村                      | 可児郡 春里村              | 可児郡 春里村                       | 可児郡 春里村                      | 可児郡 春里村                      | 昭和30年 2月1日 可児郡 可児町 | 可児郡 可児町                                                    | 昭和35年 4月1日 可児郡 可児町                     | 昭和57年 4月1日 市制 可児市 | 可児市                       | 可児市        |
| 可児郡 菅刈村   | 可児郡 菅刈村                    | 可児郡 菅刈村               | 可児郡 菅刈村                        | 可児郡 菅刈村                      | 可児郡 帷子村              | 可児郡 帷子村                       | 可児郡 帷子村                      | 可児郡 帷子村                      | 昭和30年 2月1日 可児郡 可児町 | 可児郡 可児町                                                    | 昭和35年 4月1日 可児郡 可児町                     | 昭和57年 4月1日 市制 可児市 | 可児市                       | 可児市        |
| 可児郡 善師野村 | 明治7年 9月 可児郡 東帷子村      | 可児郡 東帷子村             | 可児郡 東帷子村                      | 可児郡 東帷子村                    | 可児郡 帷子村              | 可児郡 帷子村                       | 可児郡 帷子村                      | 可児郡 帷子村                      | 昭和30年 2月1日 可児郡 可児町 | 可児郡 可児町                                                    | 昭和35年 4月1日 可児郡 可児町                     | 昭和57年 4月1日 市制 可児市 | 可児市                       | 可児市        |
| 可児郡 古瀬村   | 明治7年 9月 可児郡 東帷子村      | 可児郡 東帷子村             | 可児郡 東帷子村                      | 可児郡 東帷子村                    | 可児郡 帷子村              | 可児郡 帷子村                       | 可児郡 帷子村                      | 可児郡 帷子村                      | 昭和30年 2月1日 可児郡 可児町 | 可児郡 可児町                                                    | 昭和35年 4月1日 可児郡 可児町                     | 昭和57年 4月1日 市制 可児市 | 可児市                       | 可児市        |
| 可児郡 中切村   | 明治7年 9月 可児郡 東帷子村      | 可児郡 東帷子村             | 可児郡 東帷子村                      | 可児郡 東帷子村                    | 可児郡 帷子村              | 可児郡 帷子村                       | 可児郡 帷子村                      | 可児郡 帷子村                      | 昭和30年 2月1日 可児郡 可児町 | 可児郡 可児町                                                    | 昭和35年 4月1日 可児郡 可児町                     | 昭和57年 4月1日 市制 可児市 | 可児市                       | 可児市        |
| 可児郡 石原村   | 明治7年 9月 可児郡 西帷子村      | 可児郡 西帷子村             | 可児郡 西帷子村                      | 可児郡 西帷子村                    | 可児郡 帷子村              | 可児郡 帷子村                       | 可児郡 帷子村                      | 可児郡 帷子村                      | 昭和30年 2月1日 可児郡 可児町 | 可児郡 可児町                                                    | 昭和35年 4月1日 可児郡 可児町                     | 昭和57年 4月1日 市制 可児市 | 可児市                       | 可児市        |
| 可児郡 名荷村   | 明治7年 9月 可児郡 西帷子村      | 可児郡 西帷子村             | 可児郡 西帷子村                      | 可児郡 西帷子村                    | 可児郡 帷子村              | 可児郡 帷子村                       | 可児郡 帷子村                      | 可児郡 帷子村                      | 昭和30年 2月1日 可児郡 可児町 | 可児郡 可児町                                                    | 昭和35年 4月1日 可児郡 可児町                     | 昭和57年 4月1日 市制 可児市 | 可児市                       | 可児市        |
| 可児郡 兼山村   | 可児郡 兼山村                    | 可児郡 兼山村               | 可児郡 兼山村                        | 可児郡 兼山村                      | 町制 可児郡 兼山町         | 可児郡 兼山町                       | 可児郡 兼山町                      | 可児郡 兼山町                      | 可児郡 兼山町                 | 可児郡 兼山町                                                    | 可児郡 兼山町                                     | 可児郡 兼山町               | 平成17年 5月1日 可児市へ編入 | 可児市        |
| 可児郡 上野村   | 明治7年 9月 可児郡 上恵土村      | 可児郡 上恵土村             | 可児郡 伏見村                        | 可児郡 伏見村                      | 可児郡 伏見村              | 可児郡 伏見村                       | 可児郡 伏見村                      | 昭和24年 4月1日 町制 可児郡 伏見町 | 昭和30年 2月1日 可児郡 御嵩町 | 昭和30年 4月1日 中恵土(旧上野村と旧前波村)を 可児郡 可児町に編入 | 可児郡 可児町                                     | 昭和57年 4月1日 市制 可児市 | 可児市                       | 可児市        |
| 可児郡 前波村   | 明治7年 9月 可児郡 上恵土村      | 可児郡 上恵土村             | 可児郡 伏見村                        | 可児郡 伏見村                      | 可児郡 伏見村              | 可児郡 伏見村                       | 可児郡 伏見村                      | 昭和24年 4月1日 町制 可児郡 伏見町 | 昭和30年 2月1日 可児郡 御嵩町 | 昭和30年 4月1日 中恵土(旧上野村と旧前波村)を 可児郡 可児町に編入 | 可児郡 可児町                                     | 昭和57年 4月1日 市制 可児市 | 可児市                       | 可児市        |
| 可児郡 新村     | 明治7年 9月 可児郡 上恵土村      | 可児郡 上恵土村             | 可児郡 伏見村                        | 可児郡 伏見村                      | 可児郡 伏見村              | 可児郡 伏見村                       | 可児郡 伏見村                      | 昭和24年 4月1日 町制 可児郡 伏見町 | 昭和30年 2月1日 可児郡 御嵩町 | 可児郡 御嵩町                                                    | 可児郡 御嵩町                                     | 可児郡 御嵩町               | 可児郡 御嵩町                | 可児郡 御嵩町 |
| 可児郡 本郷村   | 明治7年 9月 可児郡 上恵土村      | 可児郡 上恵土村             | 可児郡 伏見村                        | 可児郡 伏見村                      | 可児郡 伏見村              | 可児郡 伏見村                       | 可児郡 伏見村                      | 昭和24年 4月1日 町制 可児郡 伏見町 | 昭和30年 2月1日 可児郡 御嵩町 | 可児郡 御嵩町                                                    | 可児郡 御嵩町                                     | 可児郡 御嵩町               | 可児郡 御嵩町                | 可児郡 御嵩町 |

## 行政

### 市長
- 冨田成輝（3期目）
- 任期：2010年11月7日 - 現職

#### 歴代首長
| 代 | 氏名      | 就任年月日     | 退任年月日     | 備考       |
| -- | --------- | -------------- | -------------- | ---------- |
| 1  | 渡辺 清男 | 1955年02月01日 | 1955年02月28日 | 職務執行者 |
| 2  | 渡辺 清男 | 1955年03月01日 | 1958年12月06日 | 可児町政   |
| 3  | 渡辺 清男 | 1958年12月07日 | 1962年12月06日 |            |
| 4  | 渡辺 清男 | 1962年12月07日 | 1966年12月06日 |            |
| 5  | 渡辺 清男 | 1966年12月07日 | 1968年12月21日 |            |
| 6  | 林 桂     | 1968年12月22日 | 1972年12月21日 | 可児市政   |
| 7  | 林 桂     | 1972年12月22日 | 1976年12月21日 |            |
| 8  | 林 桂     | 1976年12月22日 | 1980年12月21日 |            |
| 9  | 林 桂     | 1980年12月22日 | 1982年09月14日 |            |
| 10 | 鈴木 告也 | 1982年11月07日 | 1986年11月06日 |            |
| 11 | 鈴木 告也 | 1986年11月07日 | 1990年11月06日 |            |
| 12 | 鈴木 告也 | 1990年11月07日 | 1994年11月06日 |            |
| 13 | 山田 豊   | 1994年11月07日 | 1998年11月06日 |            |
| 14 | 山田 豊   | 1998年11月07日 | 2002年11月06日 |            |
| 15 | 山田 豊   | 2002年11月07日 | 2006年11月06日 |            |
| 16 | 山田 豊   | 2006年11月07日 | 2010年11月06日 |            |
| 17 | 冨田 成輝 | 2010年11月07日 | 2014年11月06日 |            |
| 18 | 冨田 成輝 | 2014年11月07日 | 2018年11月06日 |            |
| 19 | 冨田 成輝 | 2018年11月07日 |                |            |

出典：平成27年度可児市の統計

### 行政の特色
いじめ防止
いじめを防止し、次代を担う子どもが健やかに成長することができる環境は、社会全体で取り組むべき重要課題であるという考えのもと、いじめの防止のための施策を総合的に推進していくため、全国で初めて「子どものいじめ防止」に特化した条例を2012年に制定した。子どもたちが安心して相談できる窓口の設置や、教育評論家の尾木直樹（市いじめ防止専門委員会特別顧問）による講演会や学校への訪問なども行われている。（出典：可児市ホームページ）
可児市地域支え愛事業（Kマネー事業）
「地域の支え合いの仕組みづくり」と「地域経済の活性化」を目的に、市民・事業者・行政がそれぞれの役割を担い、一体となった「支え愛のサイクル」の仕組み。地域支え愛ポイント制度の対象ボランティア活動を行った方にポイントを付与し、貯まったポイントは地域通貨「Kマネー」と交換できる。Kマネーは市内の協力店で使用できる。協力店は金融機関で換金する際に、換金額の1％を社会貢献協力金として負担し、社会貢献協力金はこの事業の運営財源に充てられる。（出典：可児市ホームページ）
小中学校エアコン完備
市内の全公立小中学校を対象に、2014年度（平成26年度）は中学校、2015年度（平成27年度）は小学校の普通教室にエアコンを設置した。（出典：可児市ホームページ）

### 市役所・連絡所
- 可児市役所
- 今渡連絡所
- 川合連絡所
- 下恵土連絡所
- 土田連絡所
- 帷子連絡所
- 春里連絡所
- 姫治連絡所
- 平牧連絡所
- 桜ケ丘連絡所
- 久々利連絡所
- 広見東連絡所
- 広見連絡所
- 中恵土連絡所
- 兼山連絡所

## 議会

### 市議会
- 定数：22人
- 任期：2019年8月11日 - 2023年8月10日[15]
- 議長：澤野伸（会派きずな）
- 副議長：髙木将延（会派きずな）

| 会派名               | 議席数 | 議員名（◎は代表）                                                   |
| -------------------- | ------ | ------------------------------------------------------------------- |
| 会派きずな           | 7      | ◎伊藤壽、酒向さやか、川合敏己、澤野伸、板津博之、髙木将延、前川一平 |
| 可児未来             | 3      | ◎天羽良明、渡辺仁美、川上文浩                                       |
| 自由民主クラブ       | 3      | ◎亀谷光、林則夫、奥村新五                                           |
| 日本共産党可児市議団 | 2      | ◎伊藤健二、冨田牧子                                                 |
| 可児市議会公明党     | 2      | ◎野呂和久、山田喜弘                                                 |
| 白い会派             | 2      | ◎松尾和樹、酒井正司                                                 |
| 無所属               | 3      | 大平伸二、田口豊和、田上元一                                        |
| 計                   | 22     |                                                                     |

### 衆議院
- 選挙区：岐阜4区（高山市、美濃加茂市、可児市、飛騨市、郡上市、下呂市、加茂郡、可児郡、大野郡）
- 任期：2024年10月28日 - 2028年10月26日
- 投票日：2024年10月27日
- 当日有権者数：320,078人
- 投票率：63.91％

| 当落 | 候補者名 | 年齢 | 所属党派   | 新旧別 | 得票数    | 得票率 | 重複 |
| ---- | -------- | ---- | ---------- | ------ | --------- | ------ | ---- |
| 当   | 今井雅人 | 62   | 立憲民主党 | 元     | 114,032票 | 57.26% | ○    |
|      | 金子俊平 | 46   | 自由民主党 | 前     | 85,129票  | 42.74% | ○    |

## 施設

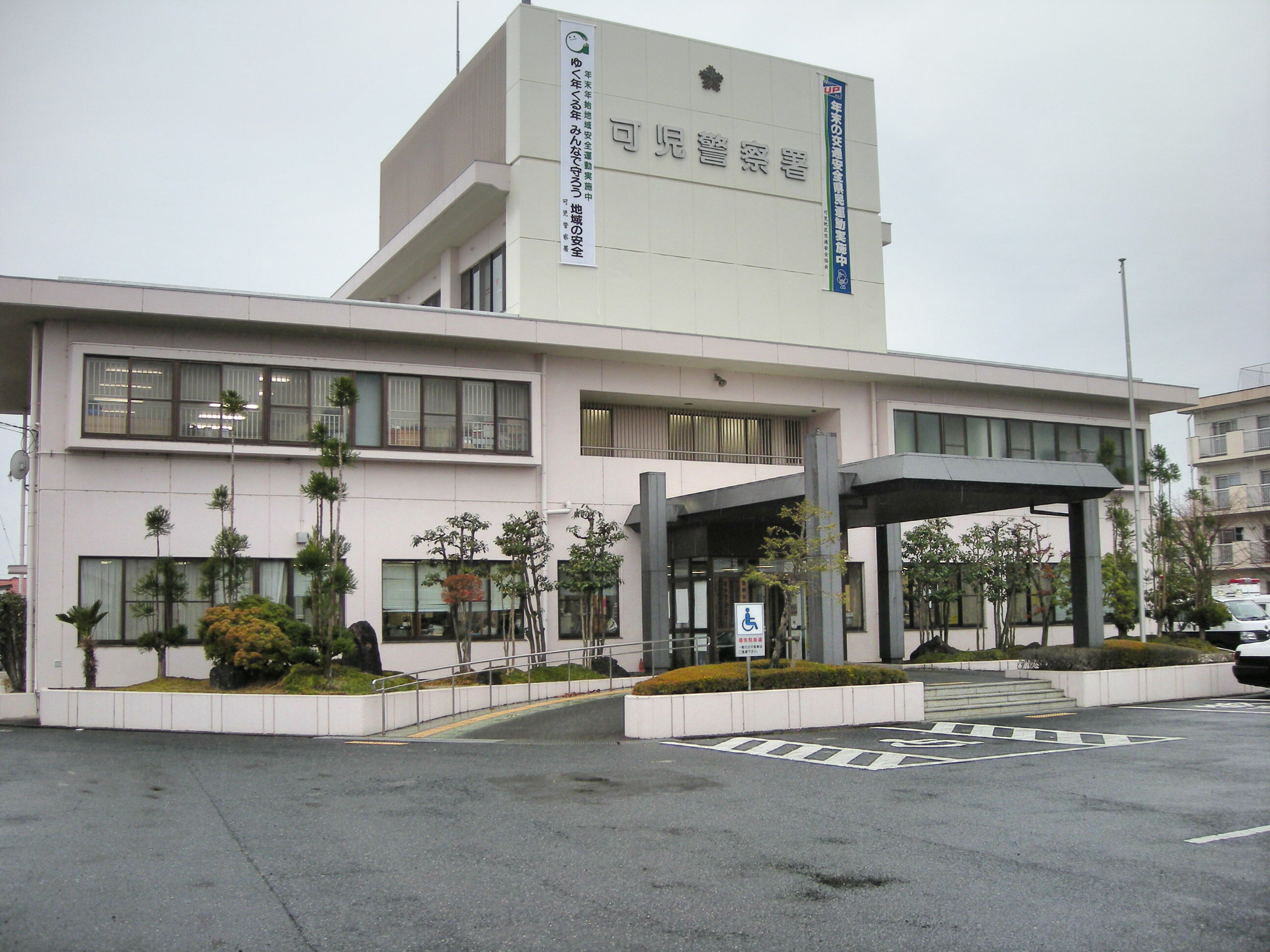
可児警察署

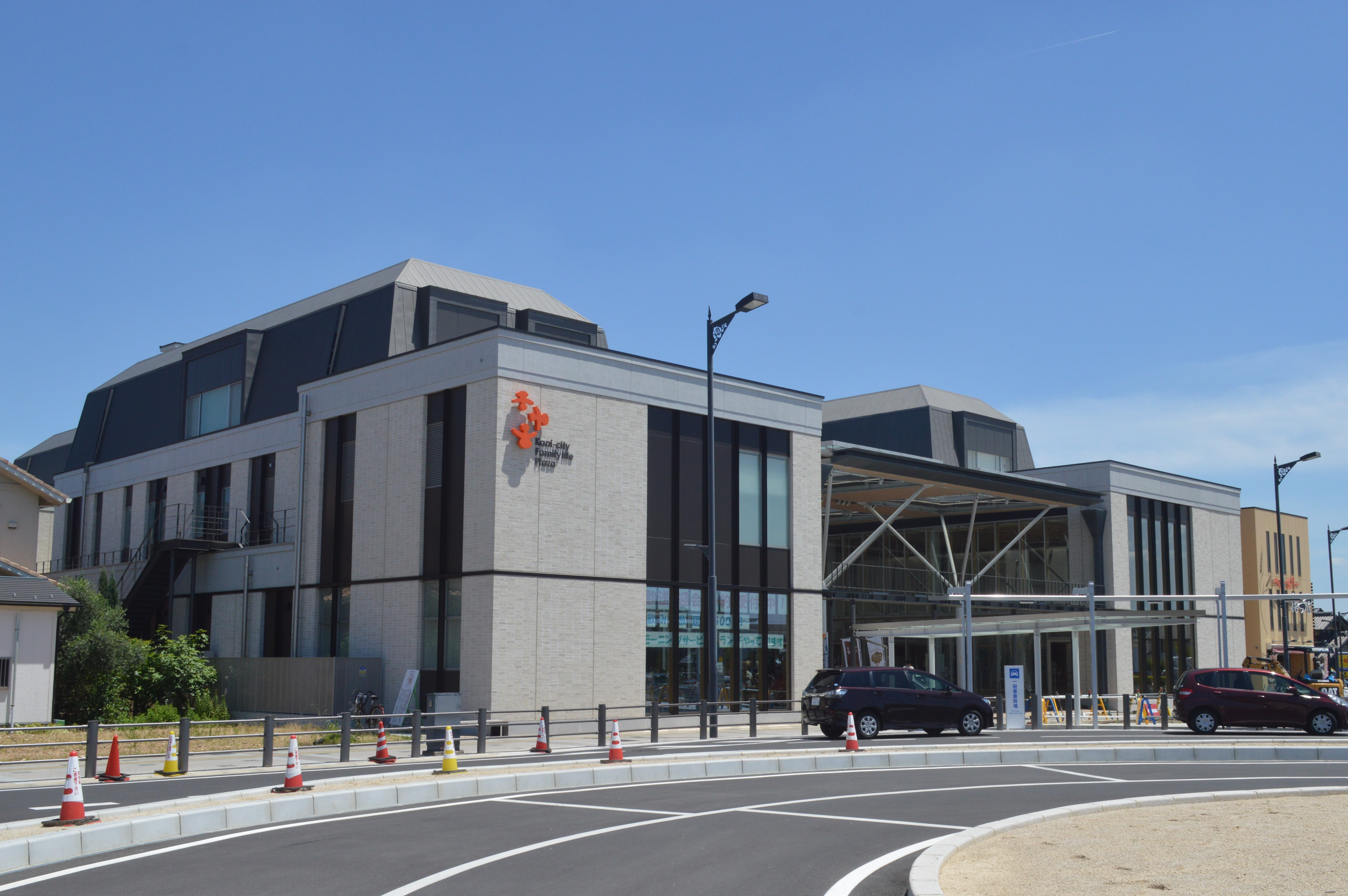
可児市子育て健康プラザ「マーノ」

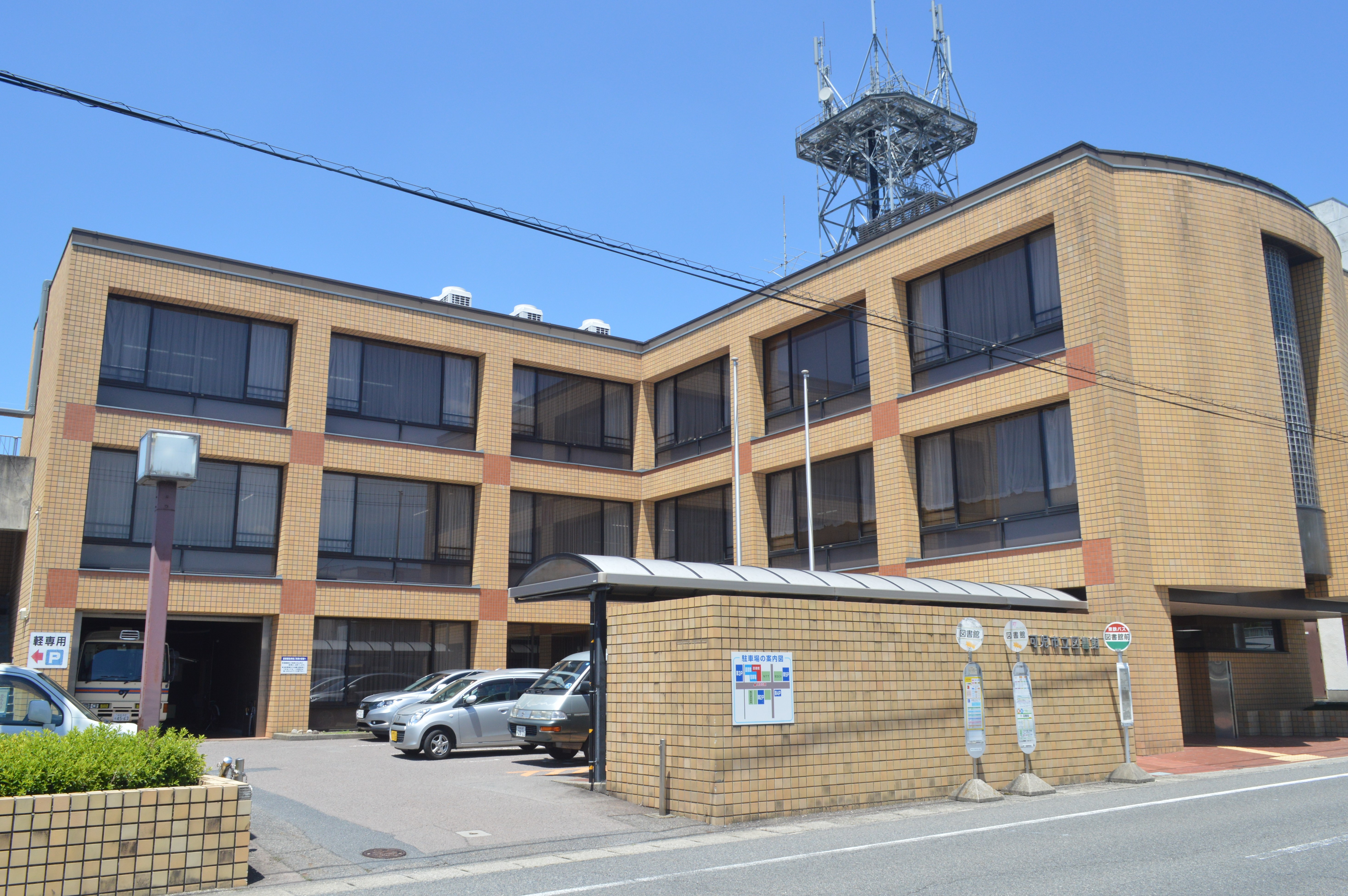
可児市立図書館

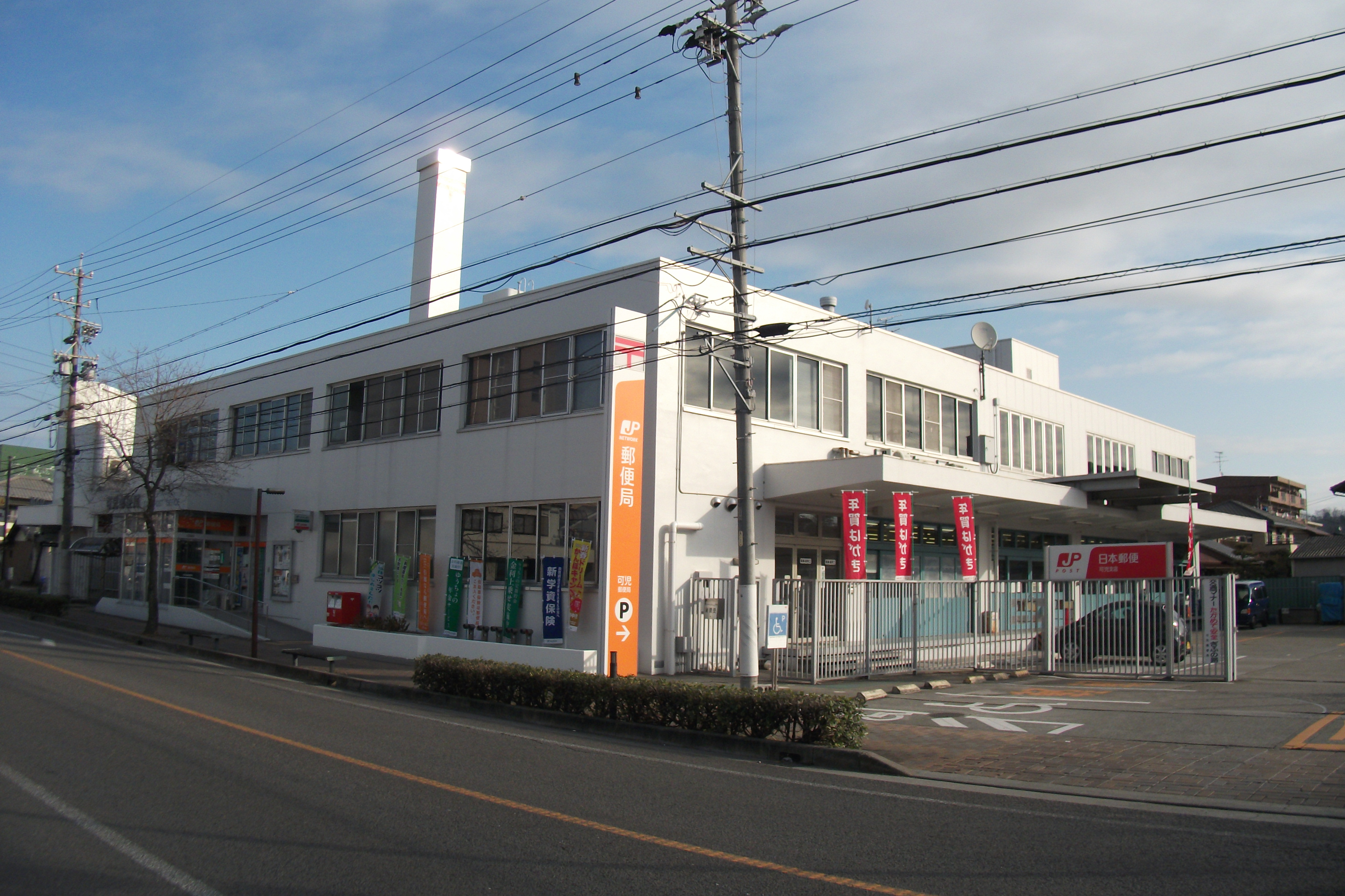
可児郵便局

### 警察
- 岐阜県警察 可児警察署

交番
- 署所在地交番（可児市中恵土）
- 西可児交番（可児市帷子新町）
- 東可児交番（可児市皐ケ丘）
- 今渡交番（可児市今渡）
- 土田交番（可児市土田）
- 御嵩交番（可児郡御嵩町御嵩）

駐在所
- 久々利駐在所（可児市久々利）
- 春里駐在所（可児市矢戸）
- 上之郷駐在所（可児郡御嵩町中切）
- 伏見駐在所（可児郡御嵩町伏見）
- 兼山駐在所（可児市兼山）

### 消防
1965年に可児町消防本部、消防署が設置され、1970年に1市7町村で可茂消防事務組合が設立された際に南消防署と改称した。
- 可茂消防事務組合 南消防署
  - 西可児分署
  - 東可児遣所
  - 御嵩分署

### 医療
- 地域医療機能推進機構可児とうのう病院（2014年4月、岐阜社会保険病院から改称）
- 藤掛病院
- 東可児病院
- 濃成病院
- 可児市国民健康保険診療所

### 福祉
- 児童センター
  - 中央児童センター（可児市子育て健康プラザ「マーノ」内）
  - 帷子児童センター
  - 桜ケ丘児童センター
  - 兼山児童館
- 可児市老人福祉センター
  - 可児川苑
  - 福寿苑
  - 兼山やすらぎ館
- 可児市こども発達支援センターくれよん
- ふれあいの里可児 - 障がい者の支援施設として作業場と支援センターが置かれている。

### 図書館
- 可児市立図書館 - 1978年に可児町立図書館が設置され、1985年に新館が開館した。
  - 帷子分館
  - 桜ケ丘分館
  - カニミライブ図書館（ヨシヅヤ可児店無印良品内）　2023年11月23日開館。

### 郵便局
主な郵便局
※集配業務は旧兼山町域のみ御嵩郵便局（御嵩町）、それ以外は可児郵便局が担当する。
- 可児郵便局
- 可児春里郵便局
- 可児桜ケ丘郵便局
- 可児羽崎郵便局
- 今渡郵便局
- 久々利郵便局
- 土田郵便局
- 西可児駅前郵便局
- 兼山郵便局

### 運動施設
- 可児市運動公園スタジアム（KYBスタジアム）-岐阜県内初の全面人工芝のスタジアムで、平成26年4月1日オープン。野球やソフトボールをはじめサッカー（フットサルを含む）やグラウンドゴルフなど、人工芝グラウンドというメリットを生かし、さまざまな目的に使用することが可能。また、可児市初のネーミングライツ（公共施設への命名による支援）事業で、スタジアムに隣接するテニスコートも含め、そのパートナーとしてKYB株式会社との契約を締結している。（出典：可児市ホームページ）
- 可児市運動公園グラウンド
- 可児市B&G海洋センター
- 可児市運動公園弓道場
- 可児市運動公園ウエイトリフティング場
- 可児市運動公園馬事公苑
- 広見市民グラウンド
- 塩河公園グラウンド
- 姫治市民グラウンド
- 坊主山市民グラウンド
- 可児市運動公園テニスコート（KYBテニスコート）
- 鳴子近隣公園テニスコート
- 可児青少年育成センター（錬成館）
- ふれあいパーク・緑の丘 （公園の愛称を命名する事業者（ネーミングライツ・パートナー）の募集を行い、令和5年4月1日から、ふれあいパーク・緑の丘の愛称は「トイファクトリーの丘」になりました）- 山の上にある広大な芝生の広場であり、運動以外にも様々な利用方法が可能である。

### 文化施設

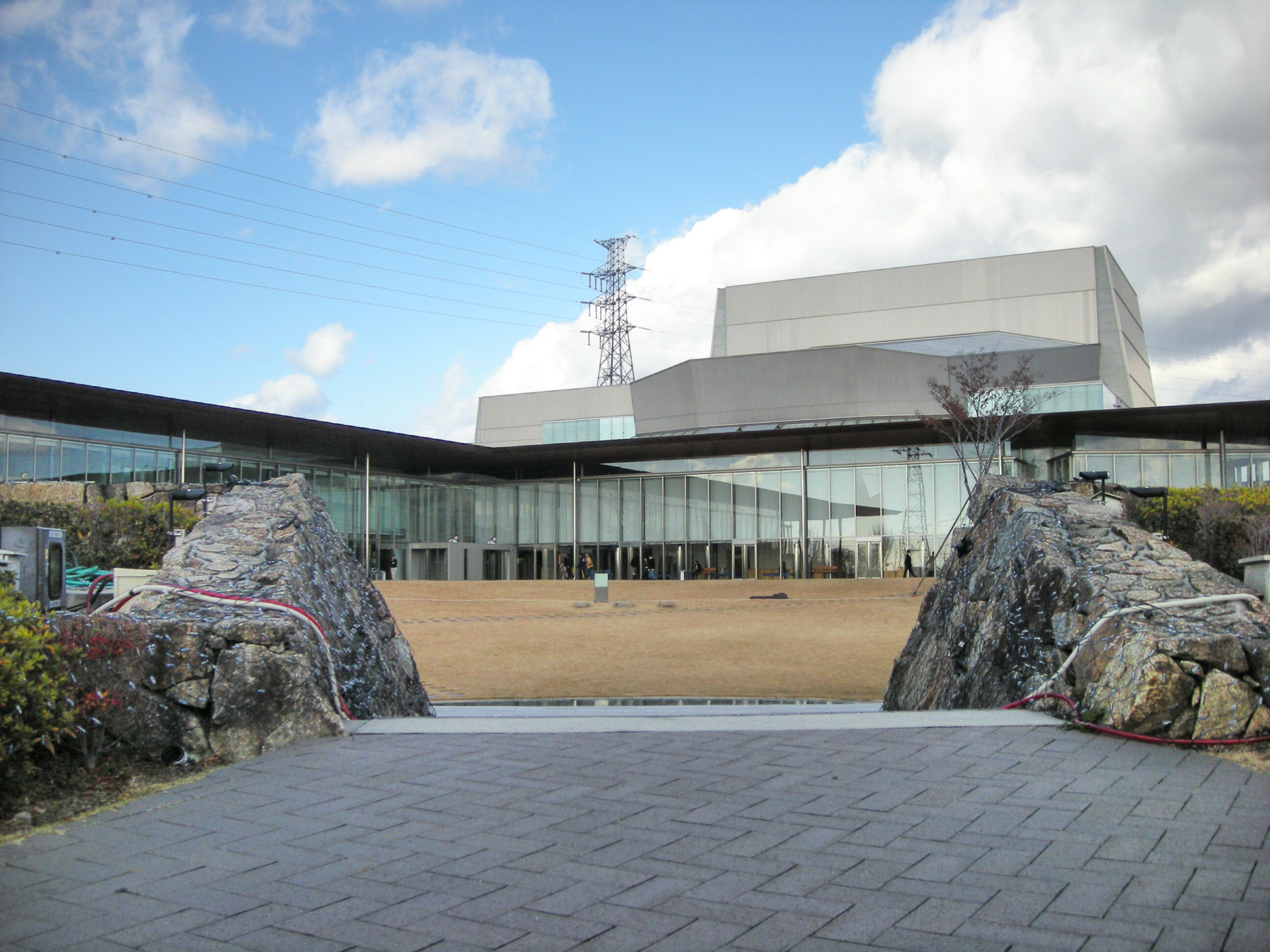
「ala」という愛称を持つ可児市文化創造センター

- 可児市文化創造センター (ala) - こけら落とし公演は和泉元彌が行なった。当日は和泉のダブルブッキングが話題となり、全国で報じられた。社会貢献型劇場として、市民が元気なまちをつくるためのalaまち元気プロジェクト、市民参加によるミュージカルや演劇、第一線で活躍する俳優・スタッフが可児市に滞在して制作するala collectionシリーズ、日本を代表する「文学座」と「新日本フィルハーモニー交響楽団」の2団体と地域拠点契約を結んだ活動などを展開している。2013年には、「劇場、音楽堂の活性化に関する法律」の制定に伴う、その活性化と地域コミュニティの創造と再生を推進するため、文化庁が実施する「劇場・音楽堂等活性化事業」のうち全国トップレベル15の劇場・音楽堂が支援される「特別支援事業」に採択された。
- 可児郷土歴史館- 江戸時代にこの地を領土とした旗本・千村氏の屋敷跡に建設されており、敷地内には現在も石垣や井戸が残る
- 可児市観光交流館- 市内をはじめ全国の城跡情報、甲冑や忍装束の展示、着付け体験ができる
- 戦国山城ミュージアム- 建物は、1885年竣工の兼山小学校校舎を解体修理したものを利用している。国史跡美濃金山城跡と城主森氏などを紹介。
- 川合考古資料館 - 市内で発掘された古代の遺物を展示している。また次郎兵衛塚一号墳も復元整備されている
- 木曽古文書歴史館 - 主に千村氏に伝わる書状や絵図などが展示されている
- 荒川豊蔵資料館 - 人間国宝の陶芸家・荒川豊蔵の作品や収集品などが展示されている
- 可児市陶芸苑
- リトルワールド - 大半の施設が犬山市にあるが、一部施設が県境を跨いで可児市に位置している。

### 芸術・レクリエーション施設

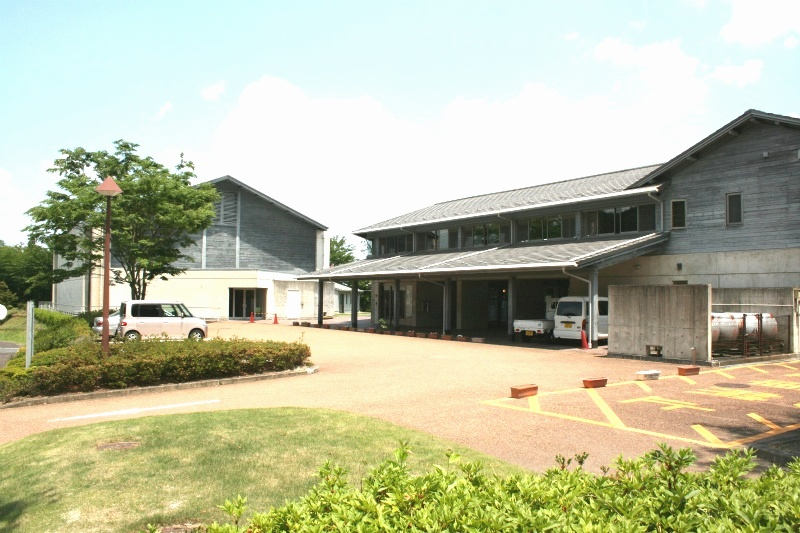
わくわく体験館

- ささゆりクリーンパーク「わくわく体験館」 - 吹きガラス、トンボ玉作りなどのガラス工芸体験、講座などを行っている。他に、体育館や宿泊施設も備えている。また、石塚岩三郎が江戸時代末期に現在の可児市土田で製造していた、土田びいどろの復元にも取り組んでいる。

### ホール・集会場
- 可児市総合会館
- 可児市総合会館分室（平成31年4月末閉館）
- 可児市福祉センター
- 可児市勤労者総合福祉センター（Lポート可児）
- 兼山生き生きプラザ
- 地区センター
  - 広見・広見東・今渡・下恵土・土田・帷子・春里・中恵土・川合・姫治・平牧・桜ケ丘・久々利・兼山

### その他
- 可茂公設地方卸売市場
- 道の駅可児ッテ
- 多文化共生センター フレビア - 外国人をはじめとして多様な文化を背景に持つ市民の交流を促進し、文化や習慣等の相互理解を深め、共に安心して生きられる地域社会の形成に資することを目的に、情報の提供、日本語の学習支援、外国人相談、交流の場の提供などを行っている。「フレビア」とは英語のフレンドシップとシビライゼーションから綴った新語で、友情の精神で親しく和やかに交じり合っていけば、互いの文化は徐々に理解され深まっていくという意味。（出典：可児市ホームページ）

## 対外関係

### 姉妹都市･提携都市

#### 海外
提携都市
- ロタ市（アメリカ合衆国 北マリアナ諸島）
  - 1995年に市内で開催された「花フェスタ'95ぎふ」を契機に、花をキーワードとして1995年8月20日に友好都市提携が結ばれた。
- レッドランド市（オーストラリア連邦 クイーンズランド州）
  - 2015年11月19日 「教育および文化における相互協力に関する協定」を締結し、子どもたちの交流を軸にした新たな国際交流が始まる。（出典：可児市ホームページ）

#### 国内
提携都市
- 津山市（岡山県）
  - 1995年10月16日 旧兼山町が歴史友好都市提携を結んでいたため、合併後も引き続き友好事業を継続している。津山市も旧兼山町と同じく森氏によって拓かれた城下町である。

## 経済

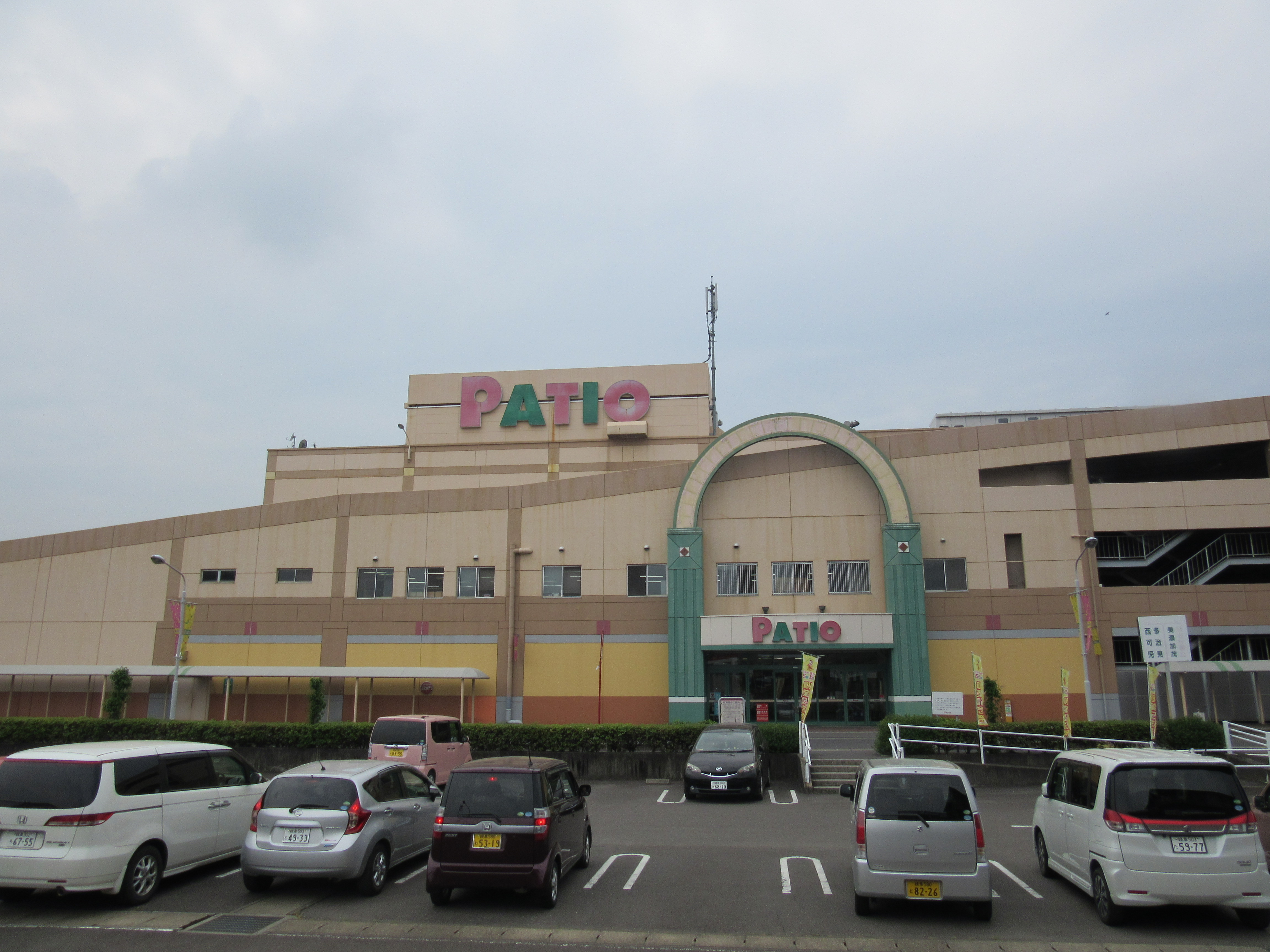
可児ショッピングプラザパティオ（ヨシヅヤ可児店）

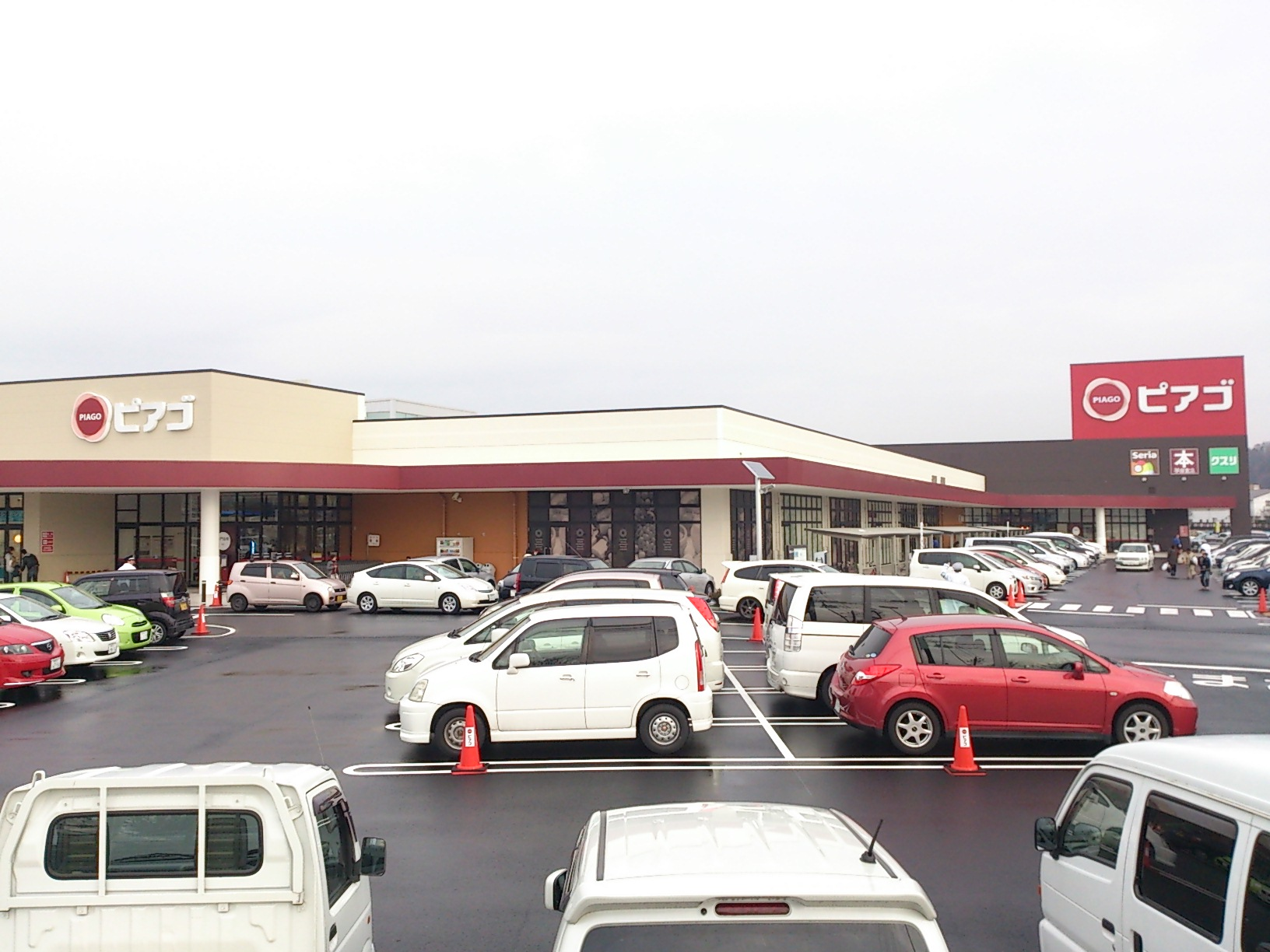
ピアゴ可児店（現：ドン・キホーテUNY可児店）

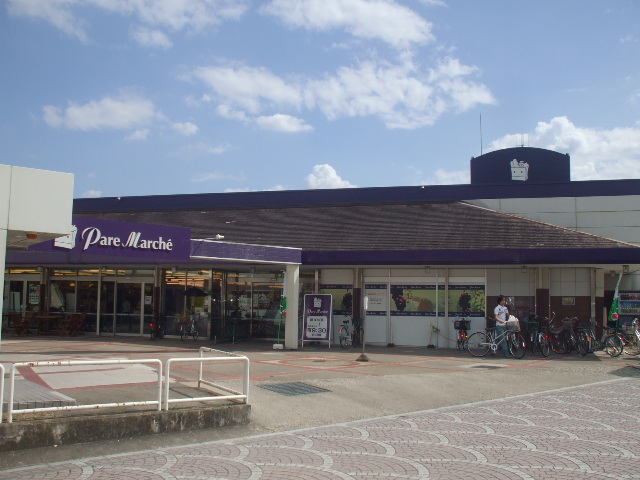
パレマルシェ西可児店

### 工業
名古屋市まで名鉄電車の利用だと1時間かからないため、ベッドタウンとしての要素が大きいが、市では自動車産業が盛んであり、自動車部品の下請工場が数多く存在する。このため外国人労働者も多く、外国人登録者数は5%を超え、隣接する美濃加茂市と共に国際都市として知られる。
- 市内の工業団地
  - 岐阜県可児工業団地 - 可児市の南部丘陵地に開発造成された総面積136haに及ぶ東海地方最大級の大型工業団地
  - 可児市二野工業団地
  - 可児柿田流通・工業団地
- 主な企業
  - カヤバ（旧社名：カヤバ工業）
  - 大王製紙（旧名古屋パルプ）
  - オークマ
  - 日特スパークテックＷＫＳ
  - ヤイリギター
  - やまもと企画
  - やきとり野崎

### 商業
主な商業施設
- ヨシヅヤ可児店（可児ショッピングプラザパティオ）
- アミカ可児店
- イエローハット可児店
- エディオン可児今渡店
- オークワ可児坂戸店・瀬田店
- カインズ可児店
- ゲンキー可児店・大森店・可児御嵩店
- コープ岐阜可児店
- DCM可児店
- パレマルシェ西可児店
- バロー西可児店・広見店・下恵土店
- ドン・キホーテUNY可児店（旧ピアゴ可児店）
- フィットハウス

## 情報･通信

### マスメディア

#### 放送局
テレビ放送
- ケーブルテレビ可児

ラジオ放送
- FMラインウェーブ（FMらら） - コミュニティFM。隣接する美濃加茂市、御嵩町を中心に中濃地域が放送対象地域である。インターネットサイマル放送で聴くこともできる。

## 教育

### 大学
私立
- 岐阜医療科学大学 可児キャンパス

### 専修学校
県立
- 岐阜県農業大学校
- 岐阜県立国際園芸アカデミー

### 高等学校

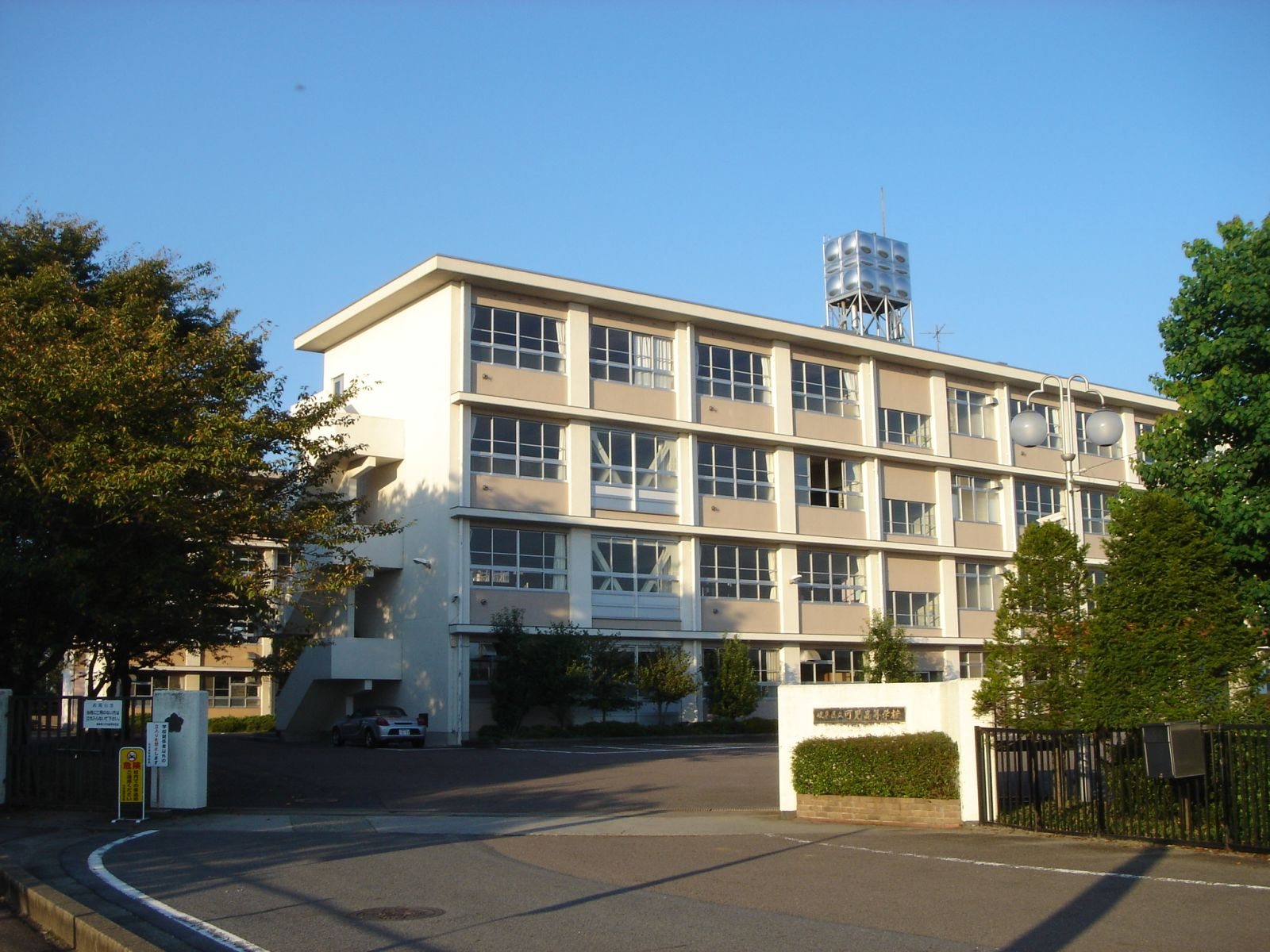
岐阜県立可児高等学校

私立
- 帝京大学可児高等学校

県立
- 岐阜県立可児高等学校
- 岐阜県立可児工業高等学校

### 中学校
（）内は出身小学校を表す。
- 可児市立広陵中学校（帷子小）
- 可児市立蘇南中学校（土田小・今渡南小・今渡北小）
- 可児市立中部中学校（広見小・旭小・東明小）

- 可児市立西可児中学校（南帷子小・春里小）
- 可児市立東可児中学校（桜ケ丘小）
- （私立）帝京大学可児中学校

- 中学校の変遷
  - 可児町時代には、町内には蘇南中・中部中しかなかった。人口の増加に伴い、蘇南中から西可児中が分かれた。その後、西可児中から広陵中、中部中から東可児中が分かれ、現在の状態になった。

### 小学校
- 可児市立旭小学校
- 可児市立今渡北小学校
- 可児市立今渡南小学校
- 可児市立帷子小学校

- 可児市立桜ケ丘小学校
- 可児市立東明小学校
- 可児市立土田小学校
- 可児市立春里小学校

- 可児市立広見小学校
- 可児市立南帷子小学校
- 可児市立兼山小学校
- （私立）帝京大学可児小学校

- 兼山小学校の児童は、卒業後、隣の御嵩町にある可児市御嵩町中学校組合立共和中学校に通う。
- 小学校の変遷
  - 人口増加に伴い、旧今渡小学校が今渡南・今渡北の二校に、旧帷子小学校が帷子・南帷子の二校にそれぞれ分かれた。

### インターナショナルスクール
- ソシエダーデ・エドカショナル・ブラジリアン・スクール（閉校）
- ばら教室KANI - 可児市教育委員会が、外国人児童・生徒に対する学習保障事業として実施する学校生活支援及び学習支援施設。（出典：可児市ホームページ）

### 指定自動車教習所
- 可児自動車学校

### その他
- 名古屋鉄道教育センター - 木曽川を望む川合にあり、名古屋鉄道やグループの社員に対し、電車等の運行に必要な動力車操縦者取得のための養成訓練をはじめとした教育が行われている。また、敷地内には名古屋鉄道の貴重な歴史資料を網羅した資料館も併設されていたが、2020年12月25日をもって施設老朽化のため閉館した。実習用に線路や踏切、信号、架線中などが敷地内にあったが、施設閉館に伴い撤去された。

## 交通

### 鉄道

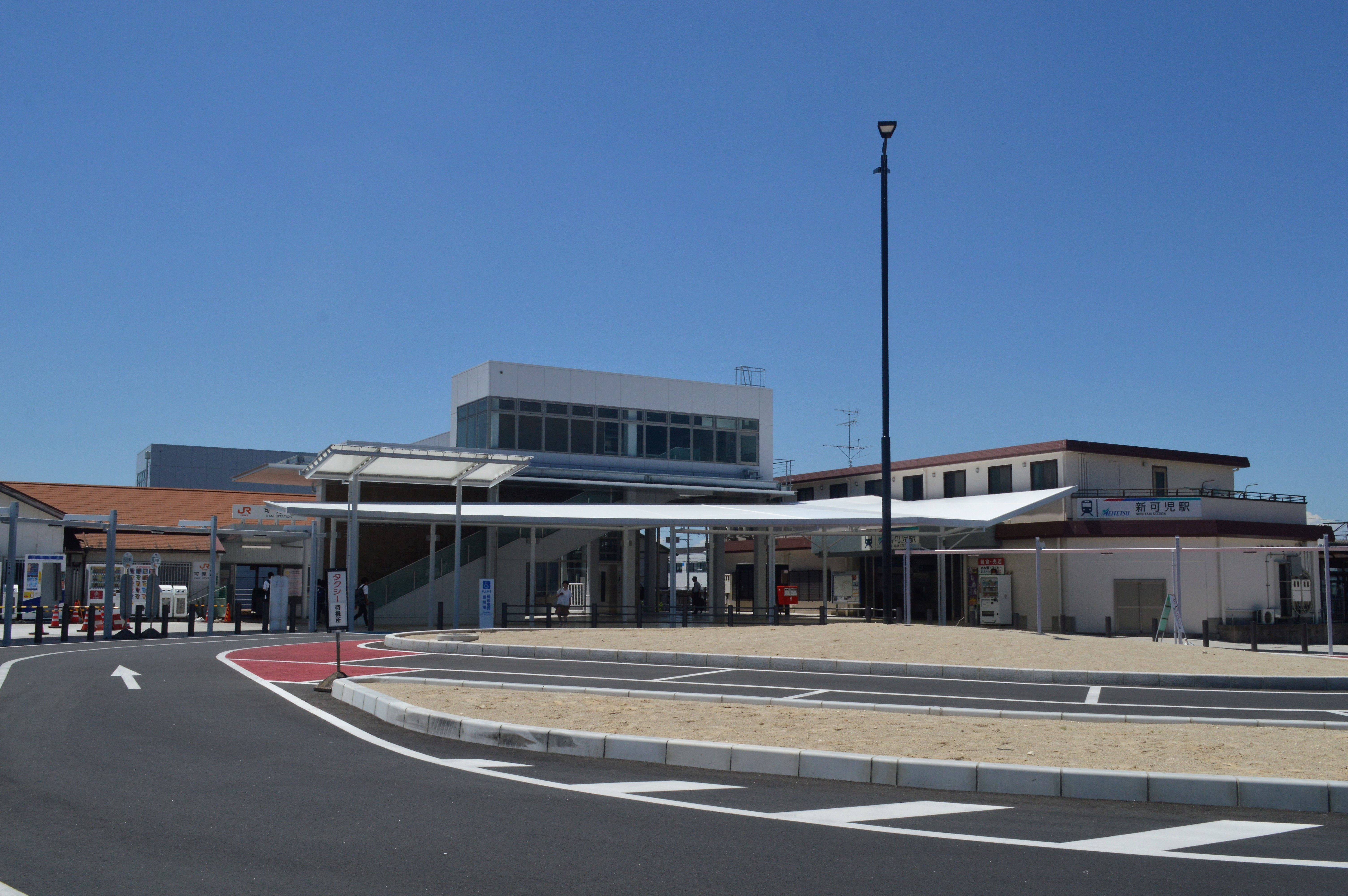
JR可児駅と名鉄新可児駅

市の南北をJR太多線が、東西を名鉄広見線（可児町として合併する前の広見町に由来の線名）が貫通する。両線が交わるJR可児駅・名鉄新可児駅（市制施行前は広見駅・新広見駅）が市の中心駅だが、2015年ごろまでの乗降客数はニュータウンと名城大学可児キャンパスに近い名鉄の西可児駅が多かった。しかし、名城大学の移転に伴い、西可児駅の乗降客数が減少し、現在では新可児駅の方が利用が多い。
可児駅または新可児駅からJR・名鉄のいずれを利用した場合も名古屋までの所要時間は約1時間であるが、運行本数（日中はJRが2本、名鉄が4本）や乗換（日中JRは美濃太田駅・岐阜駅または多治見駅で乗り換えが必要。一方、名鉄も朝ラッシュの一部列車を除き犬山駅で乗り換えとなる）の関係から名鉄を利用した方が早い場合が多い。
また、近年では中部国際空港の開港に伴い、新可児駅からも直通の特急・ミュースカイの運行が朝に行われるようになり、また2008年12月27日のダイヤ改正で昼間時間帯の名古屋方面直通電車が従来の河和・内海ゆきから中部国際空港ゆきに変更となった。
市役所は可児駅・新可児駅から多少離れており、北東へ徒歩10分程度。
東海旅客鉄道（JR東海）
- 太多線：- 可児駅 - 下切駅 -

名古屋鉄道（名鉄）
- 広見線：- 西可児駅 - 可児川駅 - 日本ライン今渡駅 - 新可児駅 - 明智駅 -

### バス
東鉄バス（東濃鉄道）の路線バスと、可児市のコミュニティバス「さつきバス」（定時・定路線型運行）、タクシー車両を使ったコミュニティバス「電話で予約バス」（デマンド運行型）が運行されている。また、廃線になった名鉄八百津線の代替として「YAOバス」が明智駅から八百津町まで運行している。遠隔地へは名古屋方面への都市間高速バスの他、2006年より新宿行きの長距離高速バス「中央ライナー可児号」が1日に2往復している。

#### コミュニティバス
- 可児市コミュニティバス「さつきバス」（運行事業者：東濃鉄道）
- 可児市コミュニティバス「電話で予約バス」(運行事業者： 可児タクシー)
- YAOバス - 八百津、可児市、御嵩町で共同運行するコミュニティバス。（運行事業者：東濃鉄道）
- あい愛バス - 美濃加茂市が運行するコミュニティバス（運行事業者：新太田タクシー）
  - 古井駅ー可児川駅線

#### 路線バス
- 東濃鉄道（東鉄バス）
  - 緑ケ丘線
  - 帷子線（緑系統、長坂団地系統、光陽台系統）
  - 桜ケ丘ハイツ線
  - 八百津線
  - 花フェスタ記念公園線（4月第2土曜日～6月第4日曜日の土曜・休日に運行）

#### 都市間バス
- 中央ライナー可児号 - バスタ新宿への長距離高速バス。JRバス関東と東濃鉄道の共同運営。
- 都市間高速バス - 名古屋方面へのバス。名鉄バスと東濃鉄道の共同運行路線と東濃鉄道の単独運行路線がある。
  - 名古屋・西可児線
  - 桜ケ丘ハイツ線～名古屋線 - 名鉄バスと東濃鉄道の共同運行

### 道路

#### 高速道路

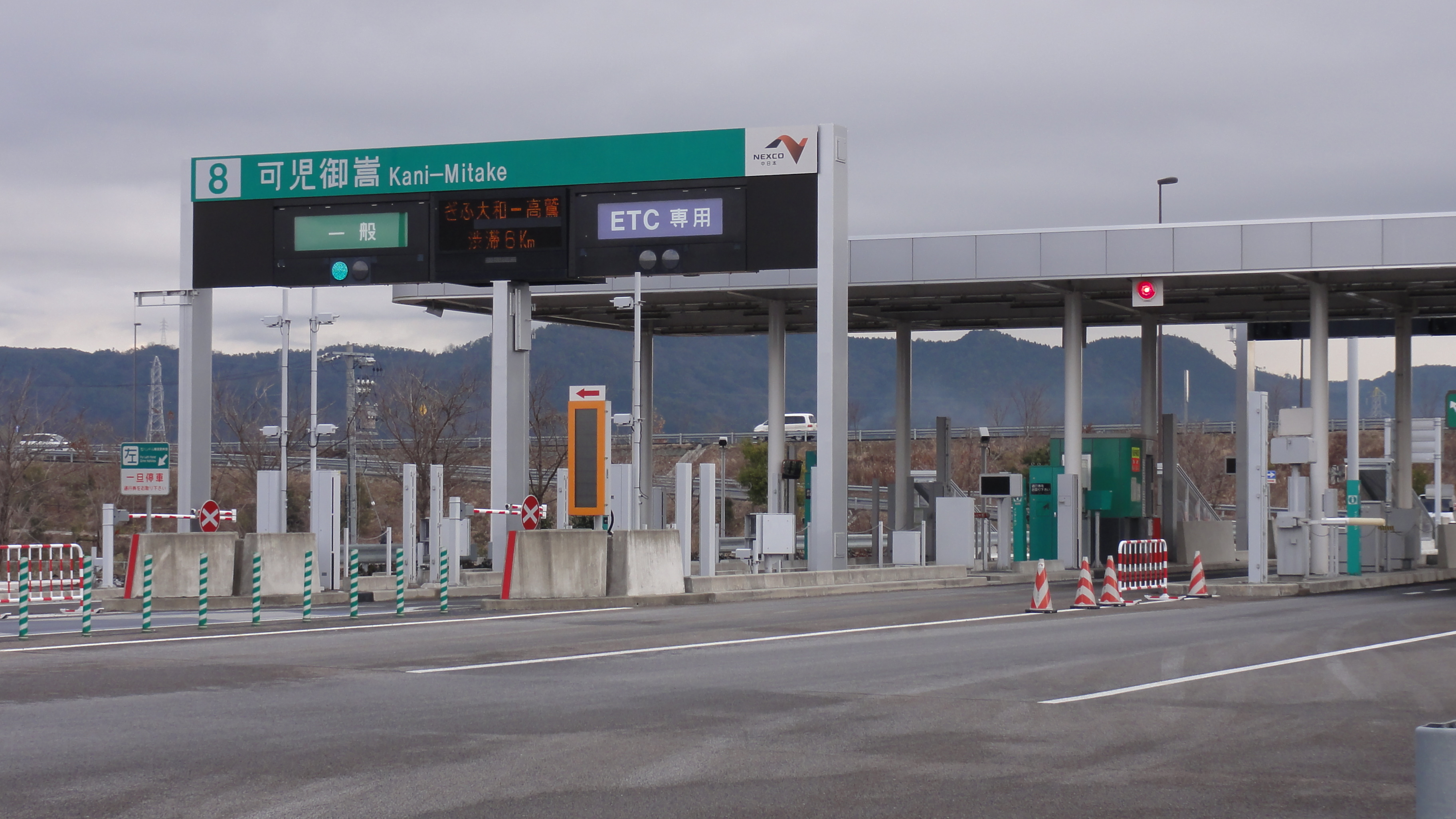
可児御嵩IC

2005年に東海環状自動車道が開通し、市内唯一のインターチェンジとして可児御嵩ICが開設された。近隣には中央自動車道の小牧東IC、多治見IC、土岐ICがあり、現在でもこちらを利用する機会も多い。
- 東海環状自動車道:- 可児御嵩IC -

#### 国道
市内を走る3本の国道はいずれも古くからの街道であり、歴史的経緯からいずれも木曽川周辺で交わっている。
- 国道21号 - 旧東山道、中山道
  - 可児御嵩バイパス
- 国道41号 - 旧上街道。
  - 名濃バイパス
- 国道248号 - 旧多治見街道で、かつては美濃焼を運ぶために使われた。現在はバイパスが整備されている。
  - 可児バイパス
- 東海環状自動車道は国道475号である。

#### 県道
- 岐阜県道64号可児金山線
- 岐阜県道83号多治見白川線
- 岐阜県道84号土岐可児線
- 岐阜県道113号善師野多治見線
- 岐阜県道121号長洞犬山線
- 岐阜県道122号御嵩犬山線

- 岐阜県道341号御嵩可児線
- 岐阜県道349号菅刈今渡線
- 岐阜県道361号可児川停車場日本ライン公園線
- 岐阜県道363号可児停車場線
- 岐阜県道381号多治見八百津線

## 観光

### 名所・旧跡
城址

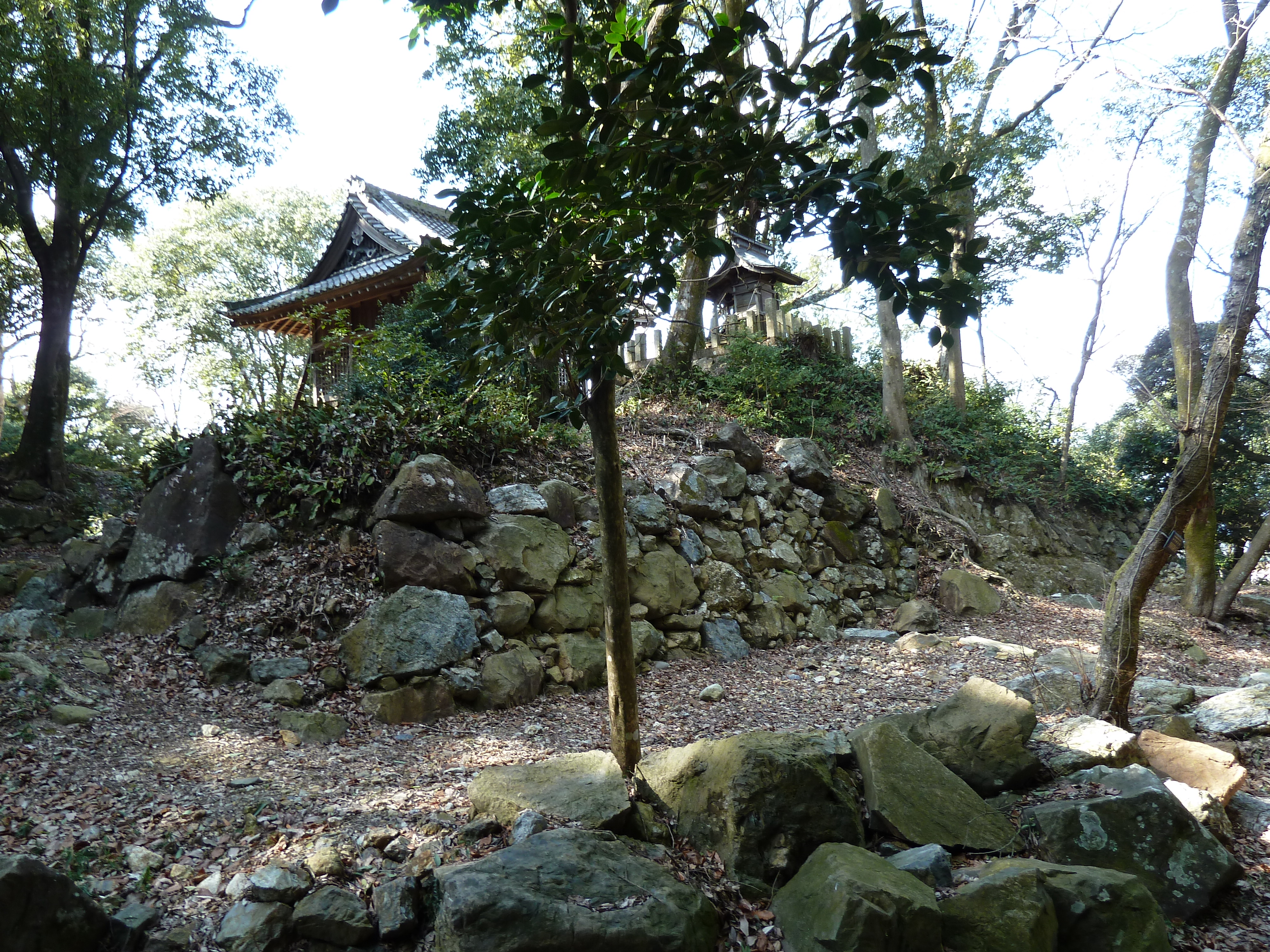
金山城址

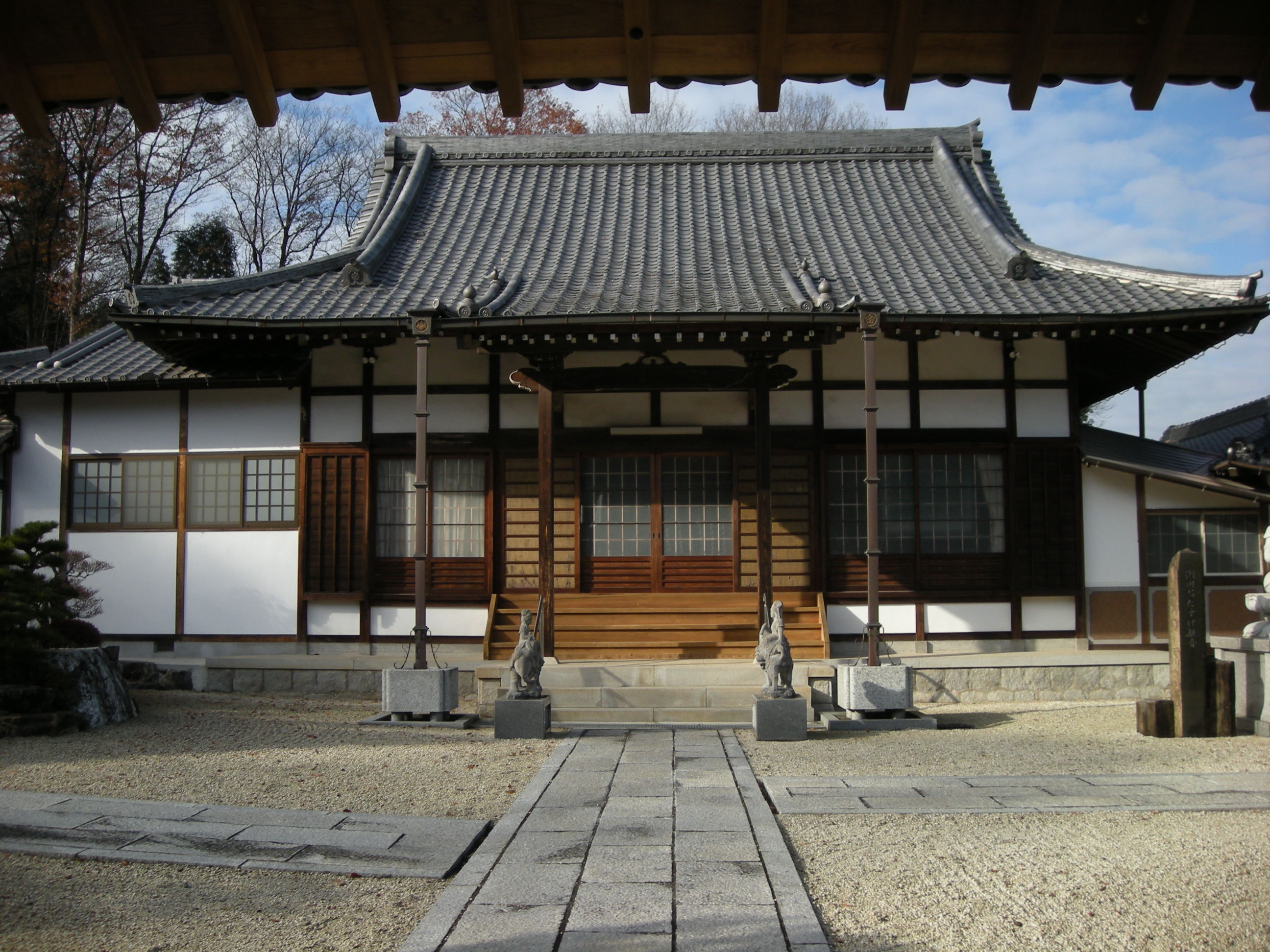
天龍寺

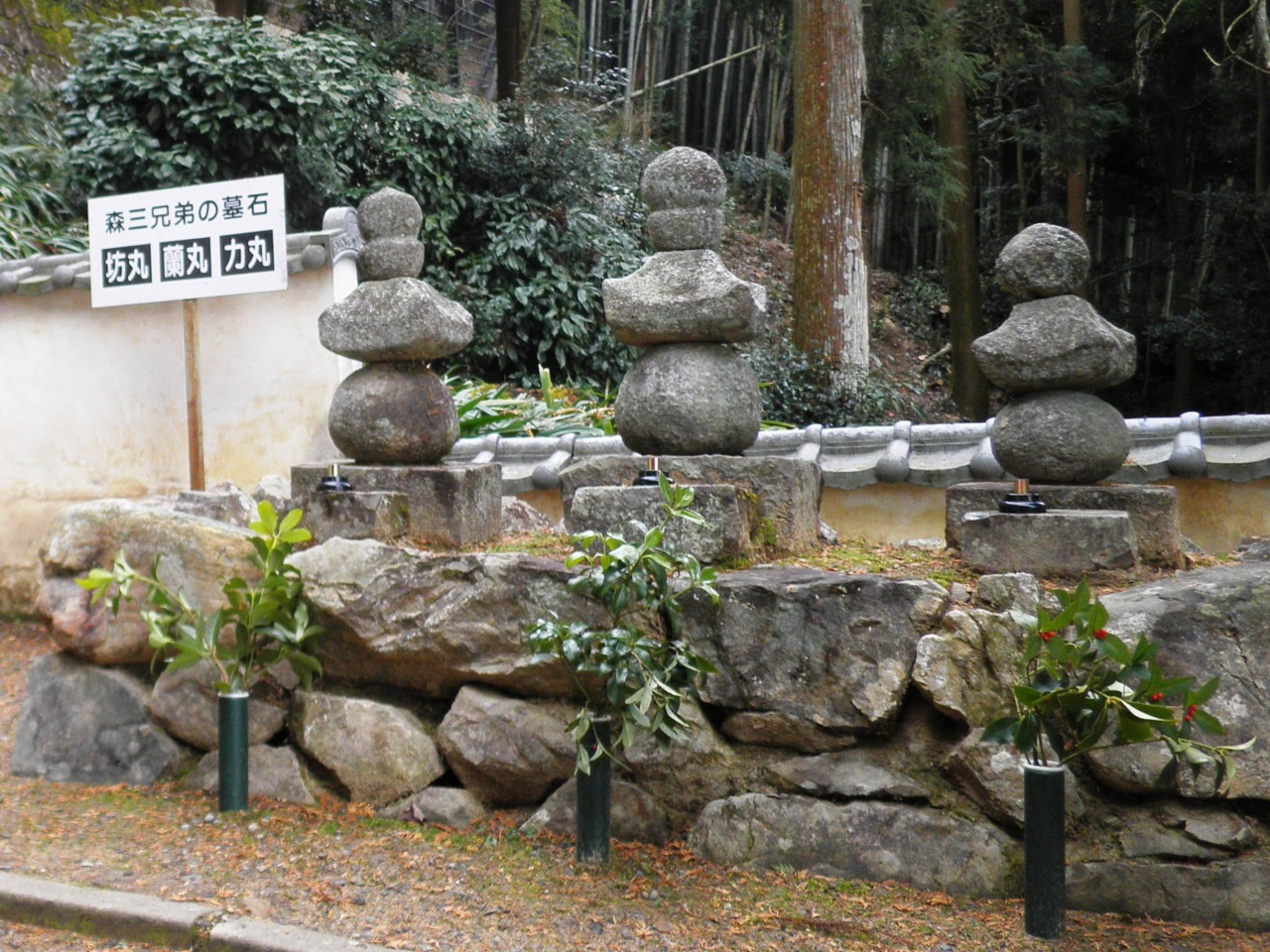
可成寺

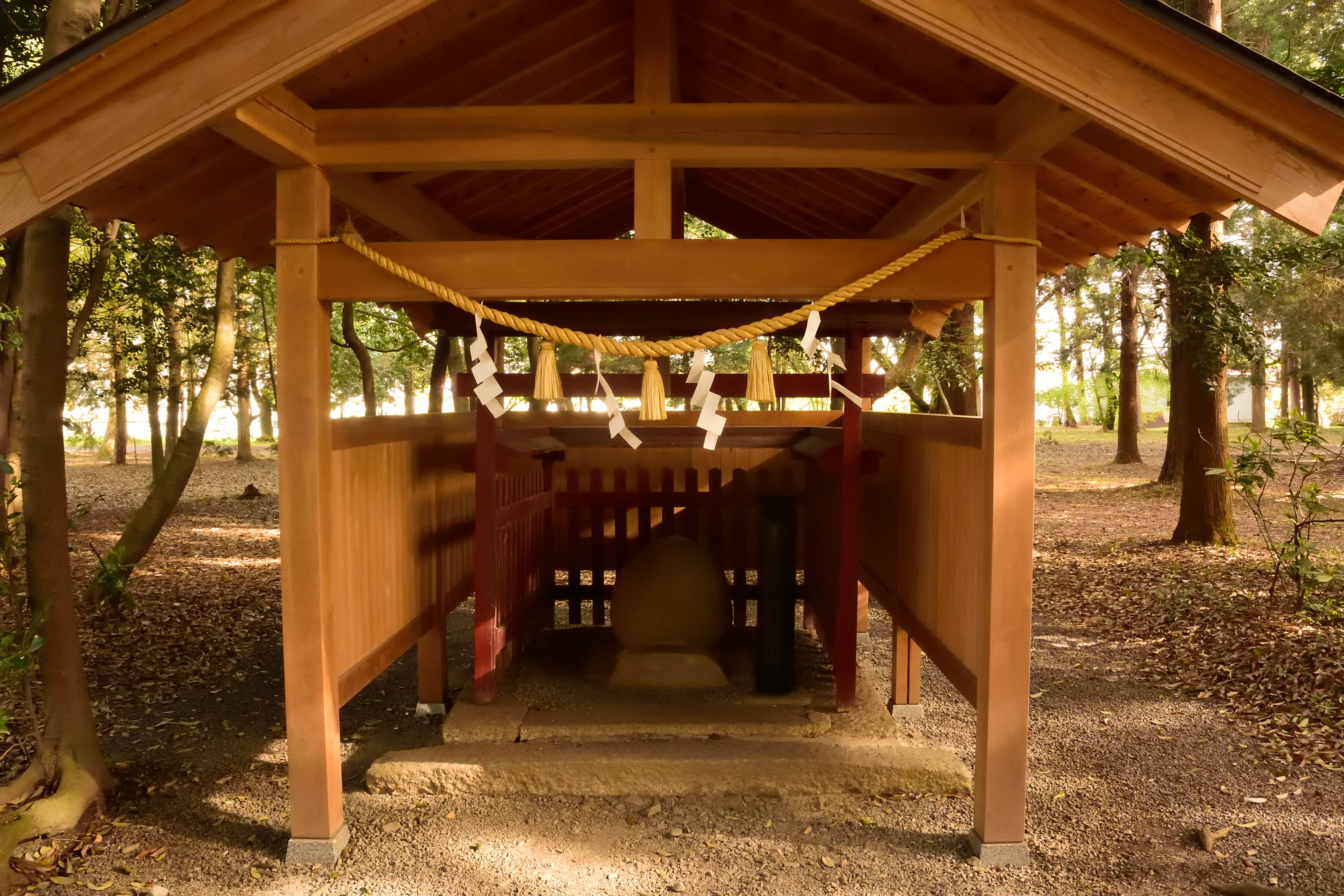
子守神社

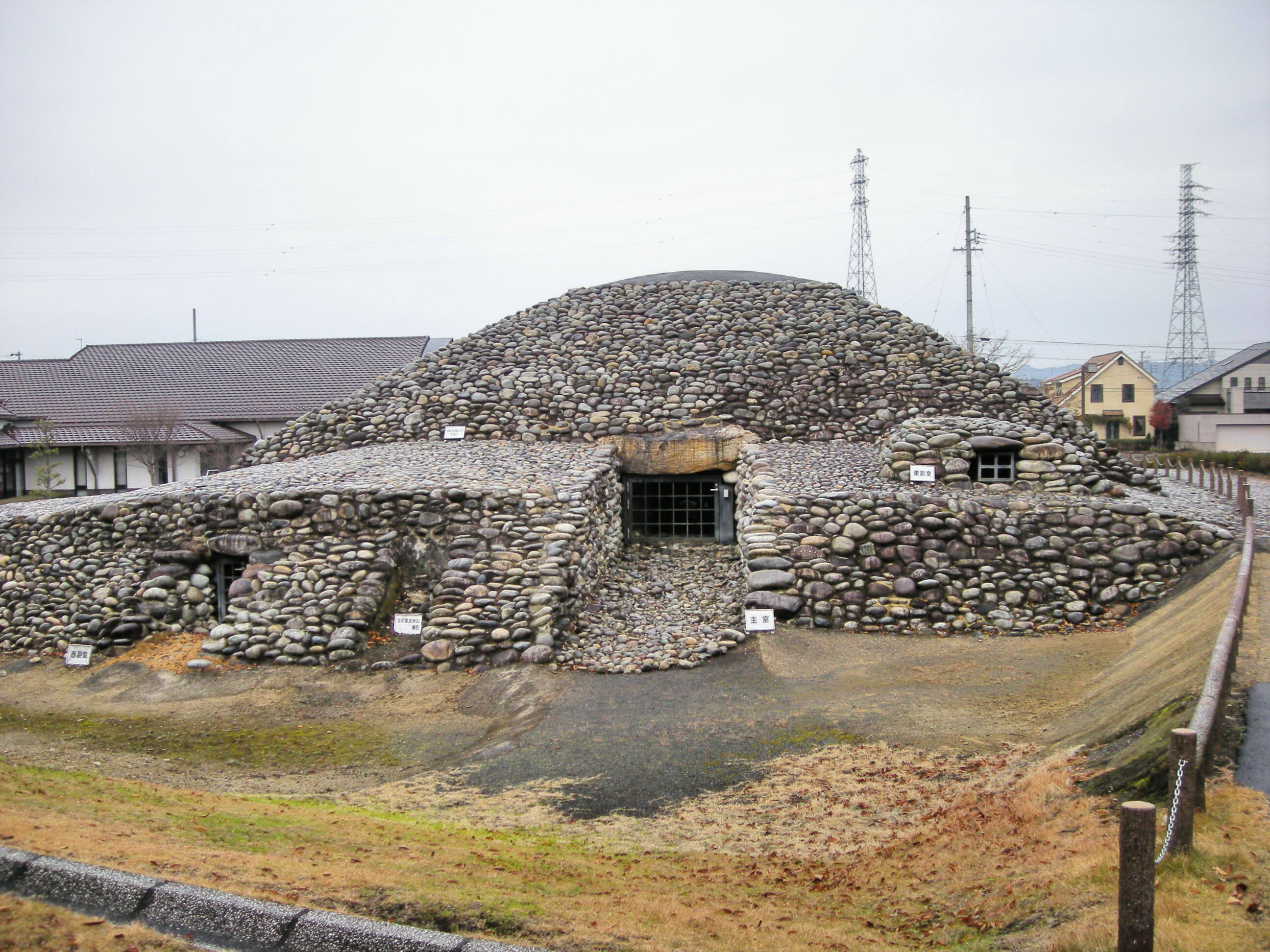
川合次郎兵衛塚一号墳

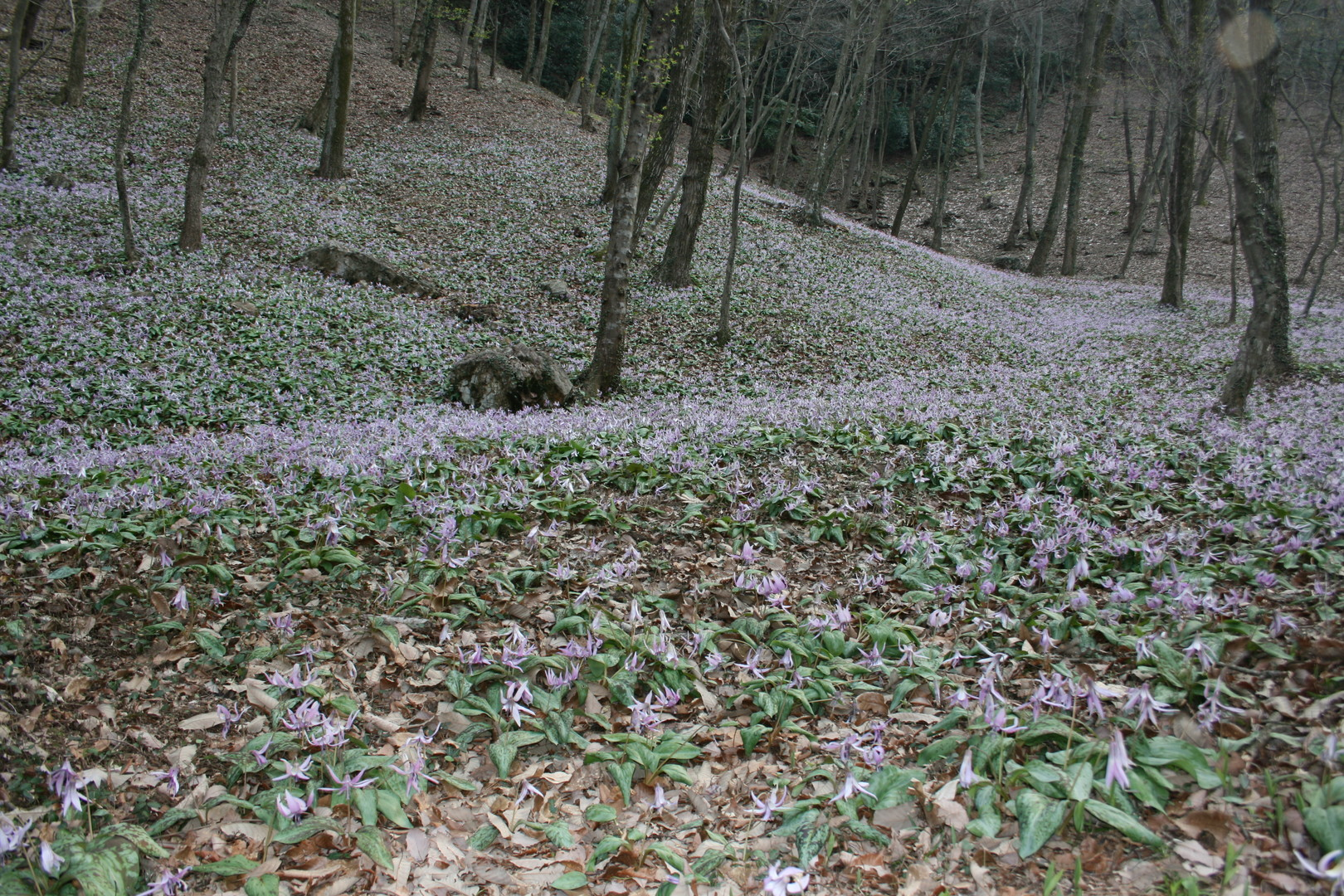
可児川下流域自然公園のカタクリ群生地

- 金山城跡 - 国の史跡。戦国時代に一帯を支配した森氏の居城。森蘭丸生誕の城としても知られる。（他の旧兼山町の史跡については、兼山町を参照）
- 長山城（明智城）跡 - 市の史跡。明智光秀生誕の城とされている（岐阜県恵那市明智町の明知城で生誕したとの説もある）。
- 今城跡 - 森氏の家臣であった小池家継の居城
- 久々利城跡
- 大森城跡
- 土田城跡 - 文明年間（1469～1487）頃に土田氏により築かれたと伝えられている。弘治2年（1556年）、城主の土田源大夫が明智城において討死した後は、丹羽郡小折城（愛知県江南市）の生駒氏の養子となっていた親重が城主となり、親重亡きあとは親正が城主となる。親正は信長に仕えると土田城を退去し戦功を重ね、その後秀吉に仕え、讃岐一国を与えられ、丸亀城にあって中老職に任ぜられた。織田信長の生母である土田御前の生誕地ともいわれている。（出典：可児市ホームページ）
- 室原城跡
- 羽崎城跡
- 塩河城跡

### 寺院
瀬田
- 天龍寺- 明智氏歴代の墓所がある。
- 光蓮寺
- 東栄寺

兼山
- 可成寺 - 森三兄弟（森蘭丸・森坊丸・森力丸）の墓所がある。
- 神照寺
- 大通寺
- 専養寺
- 森立寺

長洞
- 禅林寺

東帷子
- 薬王寺
- 東光寺
- 福田寺

西帷子
- 眞禅寺

下切
- 雲龍寺

広見
- 常光寺
- 西福寺

久々利
- 東禅寺
- 圓明寺
- 友圓寺

中恵土
- 弘福寺

下恵土
- 禅台寺
- 法雲寺
- 彌勒寺

大森
- 海印寺

土田
- 報恩寺
- 冨春寺

二野
- 無量寺

塩河
- 少林寺
- 大龍寺

今渡
- 龍洞寺

塩
- 大儀寺

柿下
- 潮音寺

室原
- 福生寺
- 妙智寺

羽崎
- 龍泉寺

石森
- 普済寺

菅刈
- 薬仙寺

### 神社
- 貴船神社
- 熊野神社
- 子守神社
- 白鬚神社
- 津島神社
- 廣見神社

古墳
- 長塚古墳 - 可茂地区最大級の前方後円墳。国の史跡に指定されている。
- 川合次郎兵衛塚一号墳 - 可茂地区最大級の方墳。当時の姿が復元されており、隣接する川合考古資料館では出土物が展示されている。
- 熊野古墳
- 身隠山古墳群
- 羽崎中洞古墳
- 不孝寺塚古墳
- 二野鍋煎古墳
- 大森皿屋敷古墳
- 西寺山古墳

### 観光スポット
公園
- ぎふワールド・ローズガーデン - 1995年に開催された花フェスタ'95ぎふの記念公園を前身として設立された。約7,000品種61,000株のバラが植えられ品種の数では世界一多い。日本で唯一、英国王立バラ協会と友好提携している。
- 可児やすらぎの森（生活環境保全林） - 中部地区最大のローラー滑り台がある。滑降時、でん部が摩擦でかゆくなるのを防止するため、マットの貸し出しもある。
- 蘭丸ふるさとの森（金山城跡） - 織田信長の小姓として仕えた森蘭丸が生まれたところ。
- ふれあいパーク緑の丘 - 総面積約22.5ヘクタール（ナゴヤドーム4.7個分）の大きな公園。一周1キロメートルの園路、広大な芝生広場（175メートル×222メートル）では、ウオーキングやレクリエーションなどが楽しめるほか、複合遊具や幼児向け遊具もあり、小さな子どもも楽しめる。管理棟横の舗装された遊び広場は、ローラースケートや自転車の練習などにも利用できる。
- ふるさと川公園 - 市役所の北、可児川の対岸にある。「可児夏祭り」が行われる公園。
- 鳴子近隣公園
- 歴史と文化の森（身隠山古墳）
- 可児川下流域自然公園 - カタクリ群生地と紅葉のスポット。戦前は近隣の北陽館と共に「ライン遊園」と呼ばれた。
- 可児市運動公園（体育施設）

温泉
- 三峰温泉

## 文化名物

### 祭事･催事
- 可児夏祭り
- 花フェスタ 夏まつり花火大会（8月）
- 子守神社大祭
- 久々利八幡神社大祭（市の無形民俗文化財）
  - 二台のヤマと呼ばれる山車と、からくり人形が特徴。
- 洞窟夏祭り（7月）
  - 戦時中の大砲製造用に掘られた洞窟で行われる。
- 白鬚神社大祭（流鏑馬祭）（市の無形民俗文化財）
- 白鬚神社の輪くぐり祭
- 川合青木神社悪魔払い獅子
- 光秀供養祭
- 百万遍の町流し
- 石原の提灯まつり
- 灯篭会
- 蘭丸祭（兼山地区）
- 兼山夏祭（兼山地区）
- 兼山祭（兼山地区。貴船神社例祭）
- 鬼ヶ島おんでこ祭（鬼ヶ島 (可児市土田))（12月31日）
- 帷子花火（帷子地区）（11月）
- かに駅前一坪市（可児駅前）（毎月第四日曜日午前中）

### 名産･特産
- サトイモ
- さよりめし - サンマの炊き込みご飯。サヨリは使用しない。1939年に宮内省より発表された日本五大名飯の一つに挙げられた。

## 出身関連著名人
- 明智光秀
- 森成利 (森蘭丸)
- 森長可
- 森忠政
- 小池家継
- 土田御前（織田信長の母）
- 可児吉長（笹の才蔵）
- 和田哲幸（起業家、作家、中小企業スタートアップコンサルタント）
- 石塚岩三郎
- 塚本明里（ご当地タレント）
- さとう宗幸
- 赤座ひではる（漫画家）
- ラフォーレ北原
- 小島康史 (映像作家、大学教授)
- 奥村健太 (テレビディレクター)
- 田中研之輔（法政大学教授）
- 中山祐一朗（俳優）
- 磯部悦子（アナウンサー）
- 内山智之（元プロ野球選手）
- 拓未司（作家）
- 小栗由加（女優）
- 長瀬めぐみ（柔道選手）
- 杉野健斗（サッカー選手）
- めぃりぃ（プロレスラー）
- 山本宗大(社会福祉法人 慶宗会 理事長 創業者)
- 勝野昌慶（プロ野球選手）
- 有田早紀（NHK名古屋放送局キャスター）
- 熊澤英昭[16]（農林官僚）

## 名誉市民
- 林桂 - 元可児市市長
- 荒川豊蔵
- 加藤孝造

## 可児市を舞台とした作品
- ジュニオール
- この物語を君に捧ぐ